# Marienkirche (Dortmund)

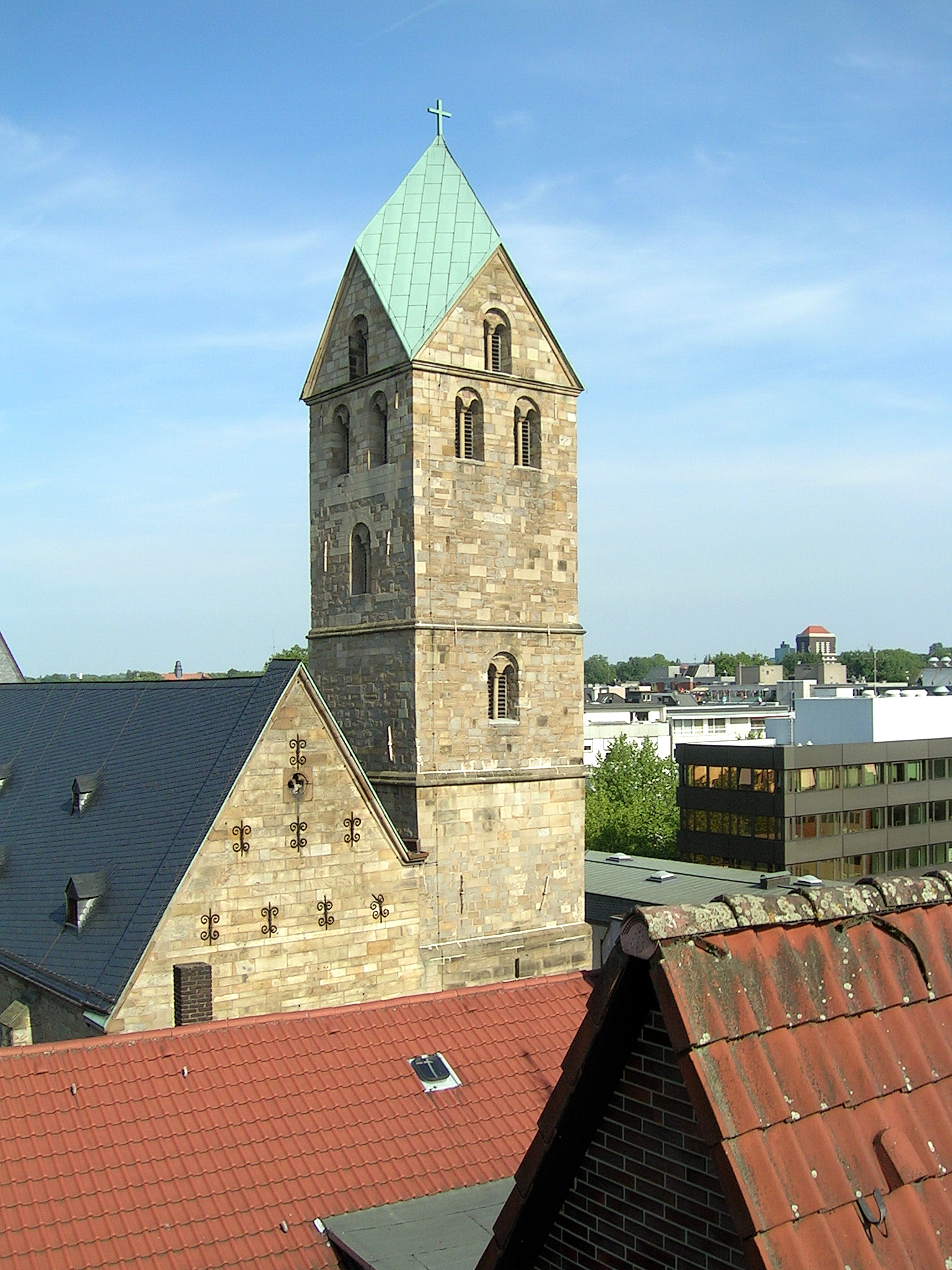
Marienkirche

Die Marienkirche ist eine evangelische Kirche in der Dortmunder Innenstadt aus dem 12. Jahrhundert. Sie liegt südlich der Reinoldikirche am Ostenhellweg.
Die Marienkirche beherbergt als Gerichts- und Ratskirche der ehemaligen Freien Reichsstadt bedeutende mittelalterliche Kunstschätze, darunter den Marienaltar von Conrad von Soest und den Berswordtaltar. Sie vereinigt romanische und gotische Bauelemente.

## Geschichte

### Entstehung in der Stauferzeit

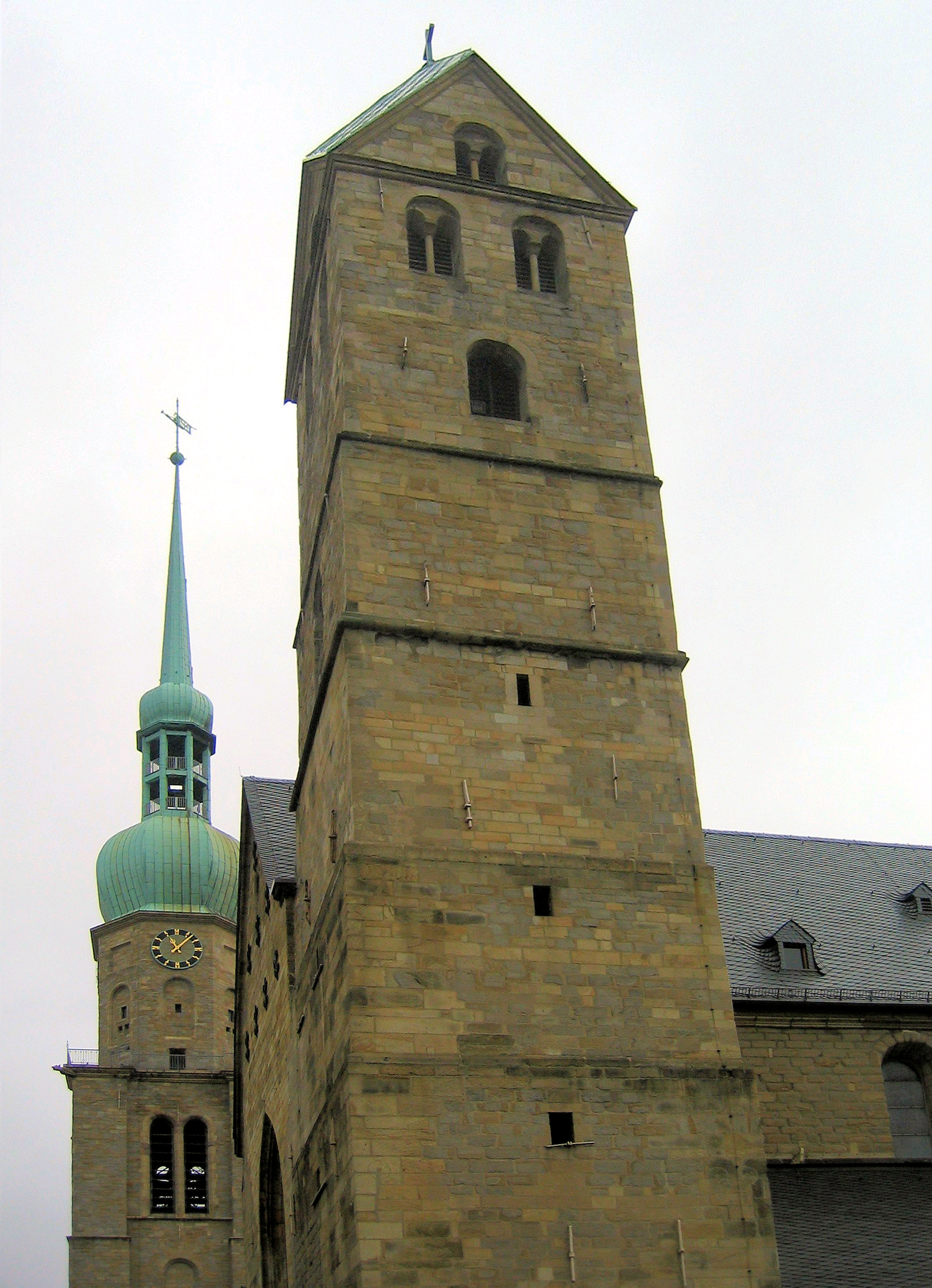
Kirchturm der Marienkirche und der Reinoldikirche

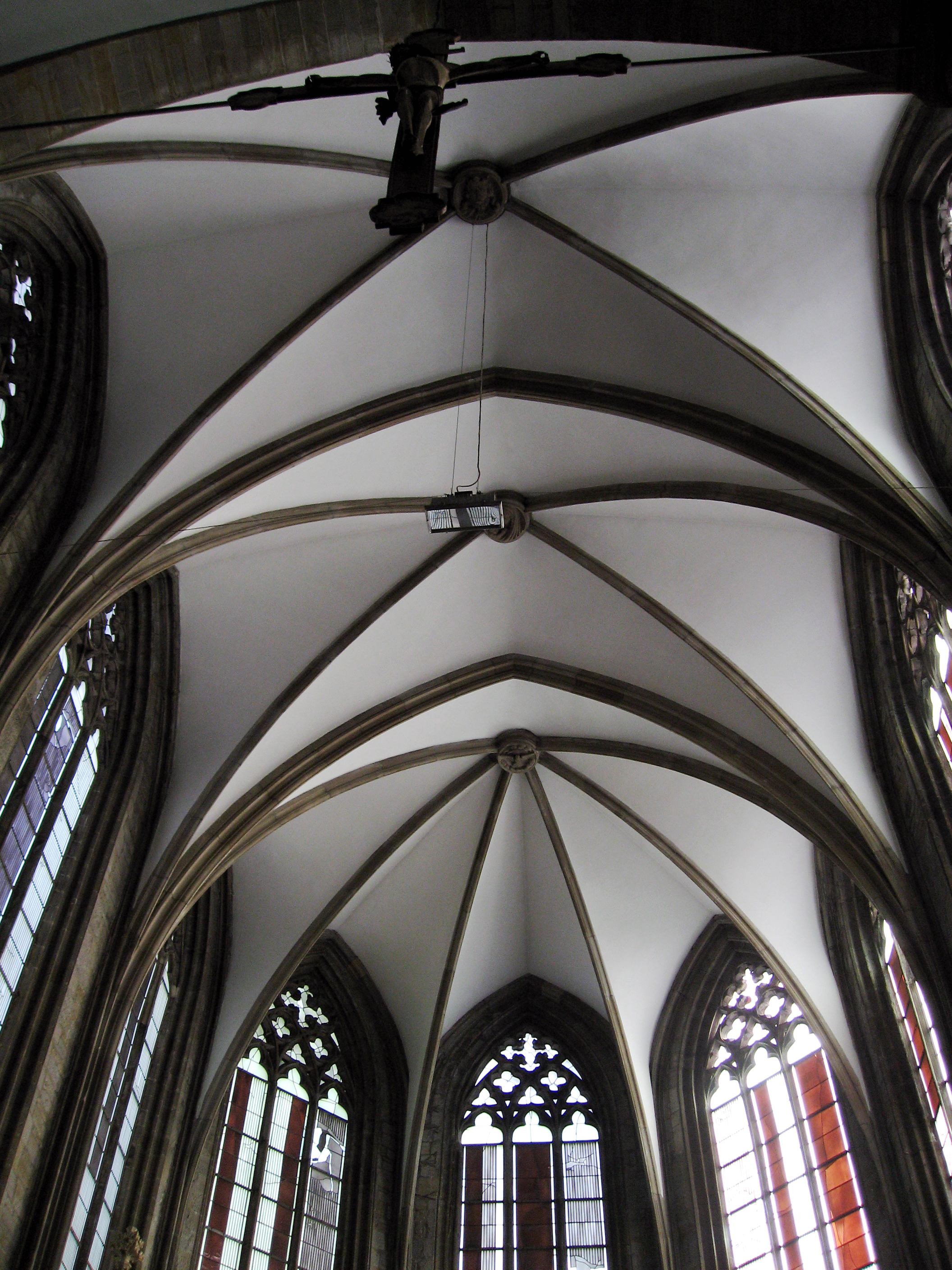
Deckengewölbe gotischer Chor mit Triumphkreuz

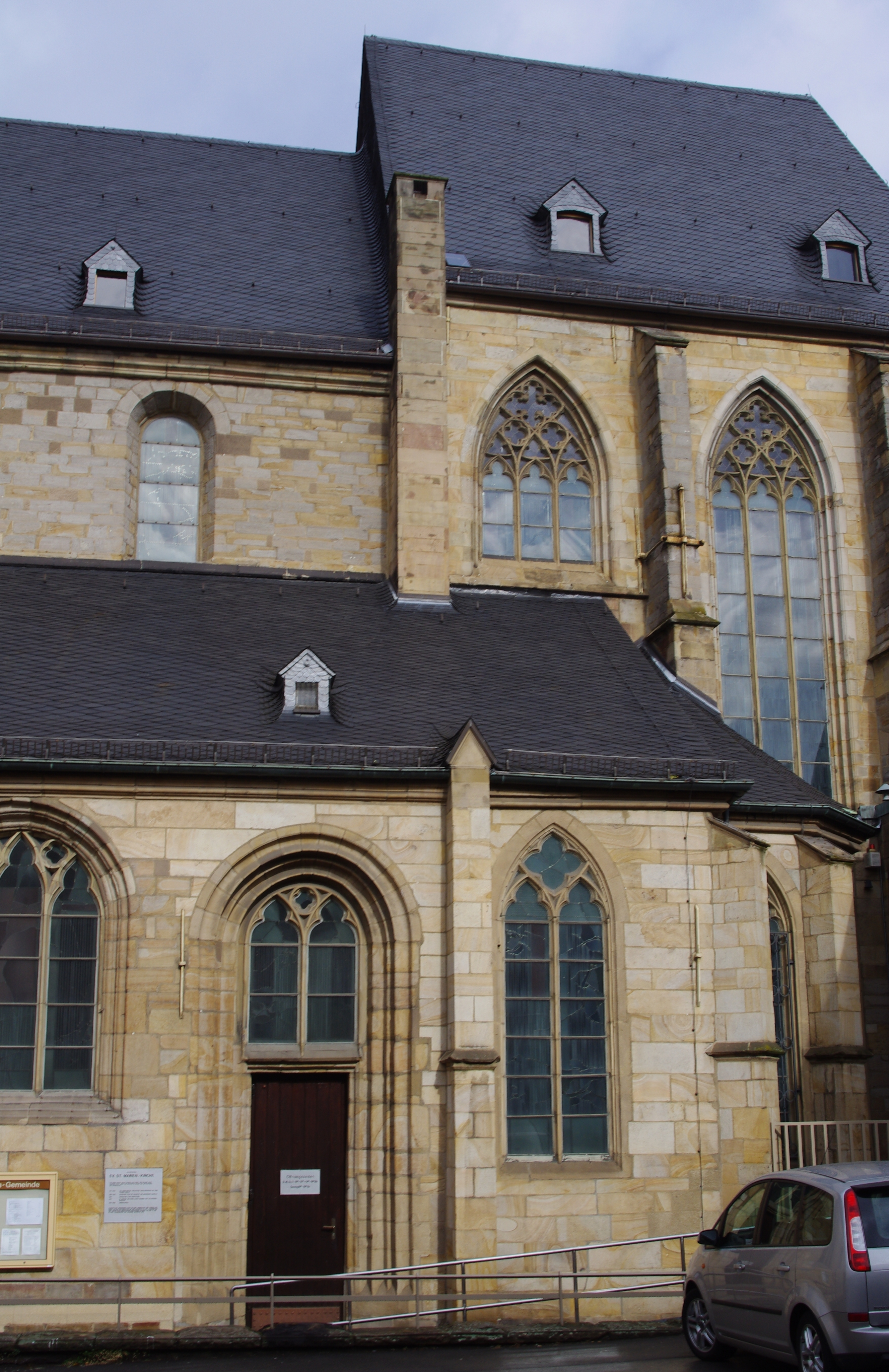
Südseite, Chor rechts (gotisch) und romanische Bögen links

Historiker vermuten, dass die Besuche der Kaiser Friedrich I. Barbarossa und seines Nachfolgers und Sohnes Heinrich VI. in der Kaiserpfalz Dortmund zum Bau der Marienkirche führten. Friedrich I. Barbarossa (1152–1190) besuchte Dortmund nachweislich zweimal. Vermutlich hat er anlässlich eines Besuchs 1152 der Stadt den offiziellen Namen Tremonia gegeben. Auch unter seinem Sohn Heinrich VI. (König von 1169 bis 1197) entwickelte sich die Bedeutung der Königspfalz und der Reichsgüter in Dortmund.
Über die Gründung der Kirche ist wenig bekannt. Es ist jedoch anzunehmen, dass sie nach der Reinoldikirche im 12. Jahrhundert erbaut wurde und dass es möglicherweise einen Vorgängerbau gab. 1267 wird die Kirche zum ersten Mal urkundlich erwähnt. In den ersten urkundlichen Erwähnungen und in den Chroniken wird der Bau bis ins 14. Jahrhundert als Capella Regis bezeichnet, was den besonderen Bezug zur Königspfalz herausstellt.
Nach Luise von Winterfeld ist das älteste literarische Zeugnis für die Dortmunder Marienkirche ein am Anfang des 13. Jahrhunderts entstandenes altfranzösisches Gedicht von den vier Haimonskindern.
Der historische Baukörper der Kirche wurde im 12. Jahrhundert als spätromanische, dreischiffige Pfeilerbasilika mit einem Zwillingsturmpaar im Westen errichtet. Die Bauhütte der Marienkirche soll aus dem Rheinland stammen und nach der Marienkirche St. Ludgeri in Münster errichtet haben. Das architektonische Konzept der Kirche als Basilika ohne Querschiff und mit dem Turmpaar findet in Westfalen keine Parallele. Vergleichbare Baukonzepte finden sich bei den kaiserlichen Kirchenstiftungen in Goslar und bei den Kaiserdomen in Speyer und Königslutter. Norbert Reimann kommt aufgrund dieser Indizien zu dem Schluss,

„… dass der heutige Bau der Marienkirche beziehungsweise Marienkapelle in der Stauferzeit vom König − in Betracht kommt hier eigentlich nur Friedrich Barbarossa − errichtet worden ist, um sie als Pfalzkapelle zu nutzen.“

Im 13. Jahrhundert übernahm der Rat der Stadt weitgehend die Rechte des Königs. So wurde die Marienkirche zur Ratskirche. Die Mitglieder des Rates rekrutierten sich zunächst vor allem aus der königlichen „familia“, das heißt den führenden Familien der Reichsgutverwaltung. Erst im Laufe der Stadtgeschichte etablierten sich besonders erfolgreiche Bürgerfamilien im Rat der Stadt.

„Die Marienkirche war offenbar zunächst die Gerichtskirche der ‚nobiles‘ innerhalb der Stadt, denn hier − gegenüber dem Richthaus − hing die Gerichtsglocke; so repräsentierte die Marienkirche den Führungsanspruch der schöffenbaren Schicht in einer Zeit des sozialen Umbruchs innerhalb der Stadt. Dem entspricht der an königliche Sakralarchitektur erinnernde Bau der Marienkirche. Die wahrscheinliche Nutzung zu Gerichtsgottesdiensten nimmt die spätere Tradition des Ratsgottesdienstes in der Marienkirche vorweg − nur aus diesem Grund wird plausibel, warum der Ratsgottesdienst nicht in der Hauptkirche St. Reinoldi, sondern in der Filialkirche St. Marien gefeiert wurde.“

In der Mitte des 14. Jahrhunderts wurden die drei halbrunden romanischen Apsiden durch einen größeren gotischen Chorbau ersetzt. Auch andere Teile der Kirche wurden im gotischen Stil umgestaltet, etwa das nördliche Seitenschiff. Im südlichen Seitenschiff kann man auch heute noch romanische Stilelemente erkennen. Links und rechts vom Chor ließen städtische Kaufleute zwei kleine Sonderkapellen erbauen. Die südliche lag im heutigen Eingangsbereich der Sakristei und wurde nach ihrem Stifter Berswordtkapelle genannt.
Zu den beiden Kapellen wurden in der Kirche Familienaltäre erbaut. Der bekannteste Altar ist der bis heute erhaltene Marienaltar von Conrad von Soest aus dem Jahr 1420.

### Niedergang und Restaurierung

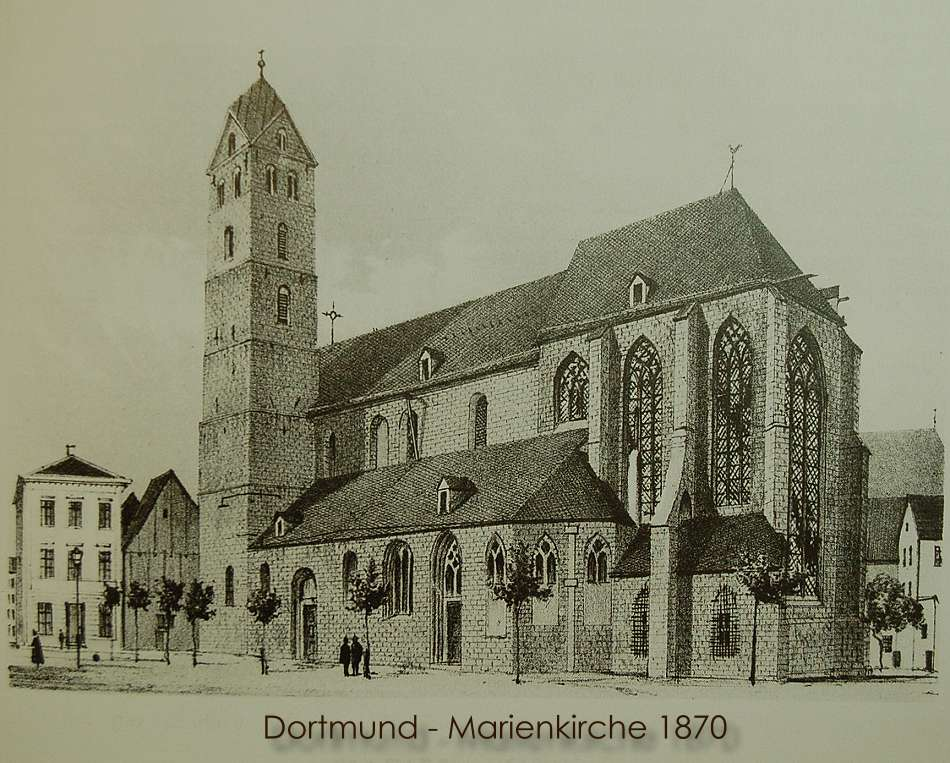
Postkartenansicht der Marienkirche um 1870

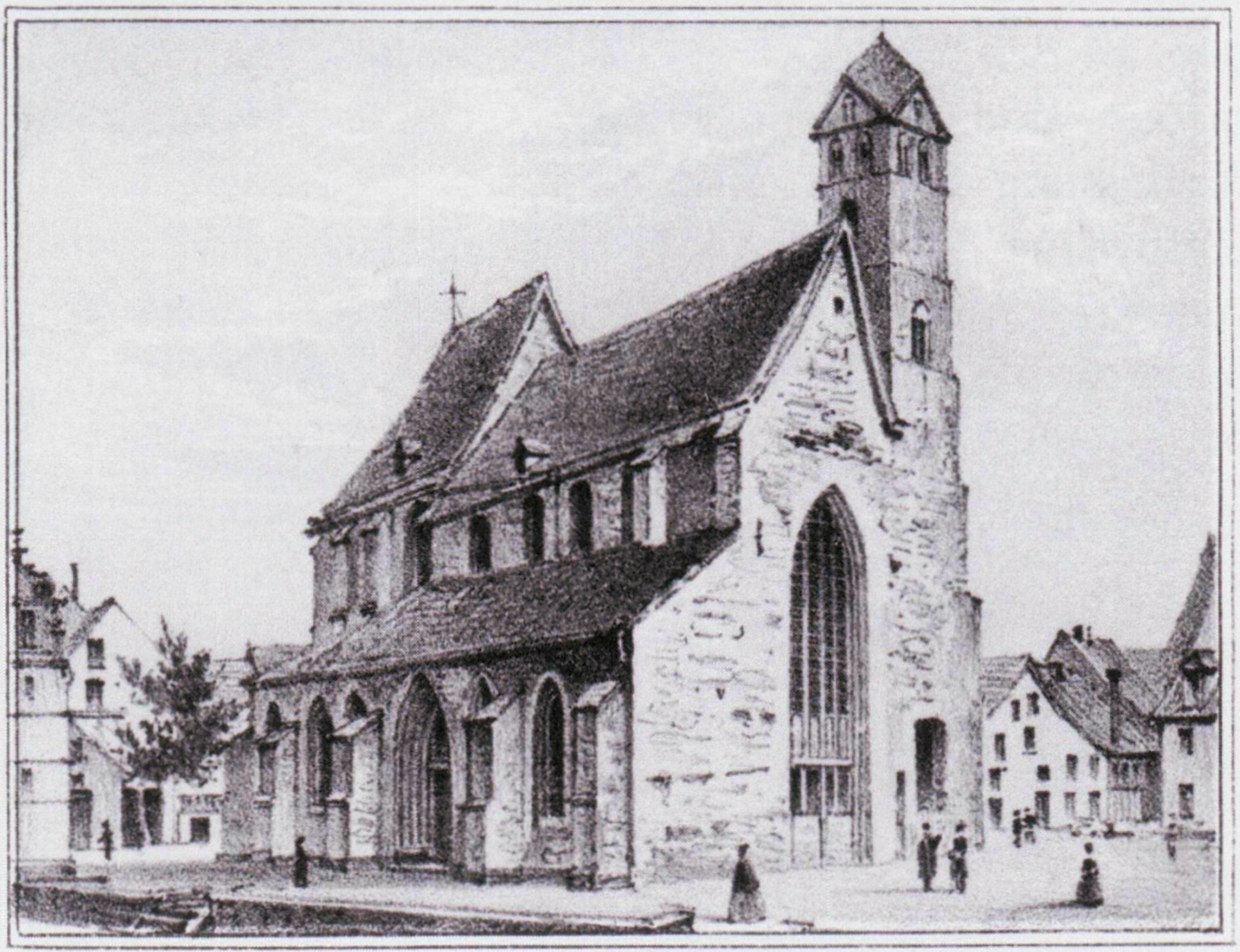
Ansicht von Nordwesten um 1860

Die Reformation fand in Dortmund starke Unterstützung, führte die Stadt aber auch in Konflikte. Vor allem der Einfluss Brandenburg-Preußens verschaffte den reformatorischen Bestrebungen Rückhalt. In einem langen Prozess setzte sich die Reformation bis 1648 in Dortmund durch. Mit dem Dreißigjährigen Krieg begann aber auch der Niedergang der Reichsstadt Dortmund.
Dortmund bemühte sich als protestantische Reichsstadt des katholischen Kaisers lange um Neutralität. 1632 wurde Dortmund dennoch zunächst von katholischer, 1633 von evangelischer und ab 1636 von kaiserlicher Seite erobert und besetzt. Bis nach Friedensschluss blieben die kaiserlichen Truppen in der Stadt. Am Ende des Krieges lebte nur noch ein Drittel der Bürger in der Stadt, zahlreiche Häuser waren zerstört und die Stadt hoch verschuldet.

„Gleichsam als Symbol für den Zerfall der Stadt mag uns heute der jahrelang vorauszusehende Einsturz des Reinoldikirchturms im Jahre 1661 erscheinen …“

Bei dem Einsturz des Reinoldikirchturms wurde auch die naheliegende Marienkirche teilweise zerstört. Eine Wiederherstellung war aufgrund fehlender Finanzmittel zunächst nicht möglich. Die Kirche galt als Bauruine und wurde zeitweise für die Öffentlichkeit gesperrt. 1805 musste der nördliche Turm abgetragen werden. Seit 1819 strebte die Stadt die Vereinigung der Gemeinde mit der Reinoldikirche an. 1828 musste die Kirche wegen Baufälligkeit geschlossen werden, 1832 drohte auch der südliche Turm einzustürzen. Die Ruine der Kirche sollte abgerissen und als Steinbruch freigegeben werden.

„In Folge höherer Anordnungen soll die hiesige Evangelische Marien-Kirche nebst Thurm, wegen anerkannter Baufälligkeit, auf Abbruch an den Meistbietenden verkauft werden. Das Gebäude, welches noch sehr brauchbare Materialien enthält, nemlich Steine, worunter kantige, zum Theil carrirte Hausteine, gute Bruchsteine und gute Belegplatten, Holz, worunter scharf kantiges schönes trockenes Eichenbauholz, Bretter und starke Latten befindlich, ferner aus Glas, Eisen, Blei, Schiefer und Pfannen bestehend, soll erst im einzelnen und nächstdem im Ganzen ausgeboten werden. Es ist hierzu Termin auf Montag, den 30. September Nachmittags 2 Uhr auf dem hiesigen Rathhause angesetzt, und werden Lusttragende und cautions fähige Unternehmer hierzu mit dem Bemerken eingeladen, daß die Verkaufs-Vorwarden 3 Wochen vor dem anstehenden Termine hier offen gelegt werden sollen.“

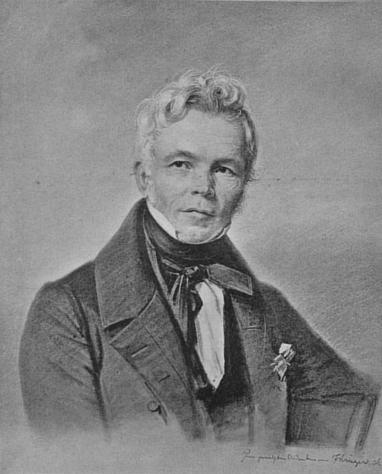
Karl Friedrich Schinkel 1836, Kreide-Zeichnung von Franz Krüger

Erst nach der öffentlichen Ausschreibung der Kirche als Steinbruch regte sich erster Protest. Den Ausschlag gab das Engagement des preußischen Kronprinzen und späteren Königs Friedrich Wilhelm IV. nach einem Besuch in Dortmund 1833. Im Dezember 1833 besichtigte der Direktor der Königlichen Gemäldegalerie zu Berlin die Kirche und befürwortete ihren Erhalt. Er informierte Karl Friedrich Schinkel über die Situation. Dennoch erteilte das Ministerium der geistlichen-, Unterrichts- und Medizinalangelegenheiten am 17. Februar 1834 die Abbruchgenehmigung. Auf Initiative Schinkels und des Kronprinzen wurde diese Genehmigung jedoch zunächst zurückgehalten.
Nach einer erneuten Untersuchung formulierte Oberbaudirektor Schinkel ein Gutachten, das sich für den Erhalt der Kirche aussprach.

„Hiernach ist das Gebäude durch Altertum und eigentümliche Konstruktion von nicht geringem Interesse und verdient jedenfalls erhalten zu werden. Der bauliche Zustand desselben ist zwar in einigen Teilen schlecht und sogar gefahrdrohend, doch allgemein nicht von solcher Beschaffenheit, daß man es nicht durch Reparaturen von mäßigem Kostenaufwande nicht wiederherstellen könnte.“

Das Gutachten erwähnt weiterhin, dass die Mehrheit der Gemeindemitglieder Baugrund und Baumaterial für eine Schule habe nutzen wollen, und schlägt vor, das Kirchengebäude eventuell in diesem Sinne umzubauen. Aufgrund einer Verbesserung der Finanzlage und weiterer Gutachten entschloss sich die Gemeinde schließlich doch zur Wiederherstellung der Kirche als Gotteshaus. Im März 1839 beschloss die Gemeinde in einer von den Behörden einberufenen Versammlung die Trennung von der Reinoldi-Gemeinde.

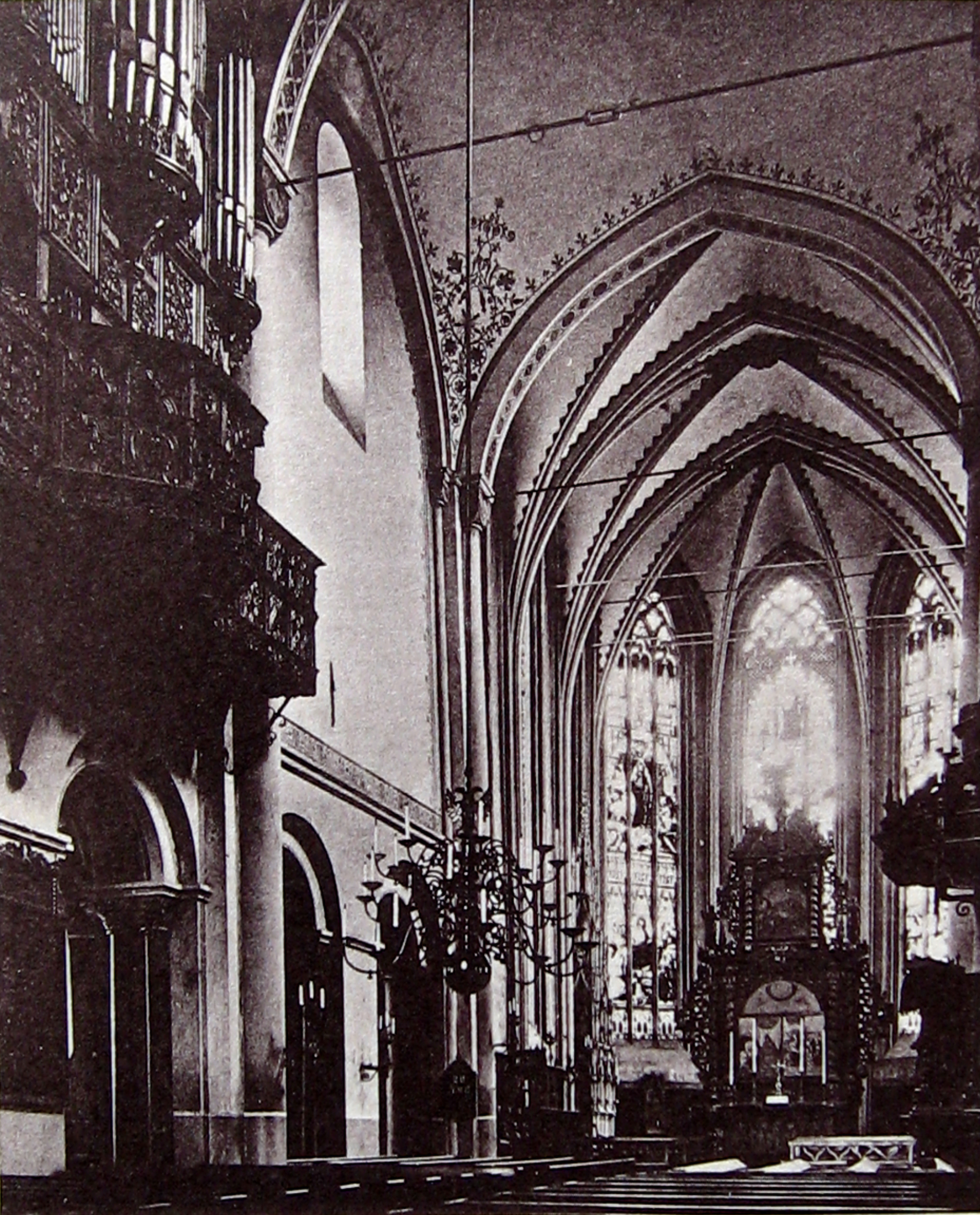
Innenraum der Marienkirche, Aufnahme Ludorff 1894

Die Kirche wurde zunächst notdürftig wiederhergestellt. Im Juni 1837 wurden die Reparaturkosten auf 3786 Taler festgesetzt. Nach umfangreichen Wiederaufbauarbeiten unter Leitung von Bauinspektor Buchholz wurde im Mai 1839 der erste Gottesdienst nach der Wiederherstellung gefeiert. Den ersten Gottesdienst in der wiederhergestellten Kirche hielt Pfarrer Nonne aus Schwelm, der Dichter des Freiheitsliedes „Flamme empor“. Die ausgelagerten Kunstwerke wurden zurückgebracht und zum Teil an anderer Stelle wieder aufgestellt.
Am 26. Dezember 1839 stürzte beim Läuten der Kirchenglocken ein Teil des Turmes, ohne Schaden anzurichten, ein. Der Kirchturm wurde für 5.500 Reichstaler erneuert. 1843 erneuerte man die Turmspitze, 1859 folgten einige Fenster, darunter das große Westfenster und drei Chorfenster.
Die Restaurierung der alten Orgel erfolgte 1856, und 1859 wurden schließlich drei neue Glocken gegossen. Trotz dieser baulichen Investitionen war die Bausubstanz der Kirche noch immer mangelhaft. Die Gemeinde St. Marien überlegte, die Kirche umfassend zu restaurieren oder an gleicher Stelle einen Neubau zu errichten. In einem Gutachten empfahl der westfälische Kunsthistoriker Wilhelm Lübke, die Kirche „unter Berücksichtigung der vorhandenen stilistischen Differenzen des alten Baues und den lebendigen Bedürfnissen des kirchlichen Lebens der Gegenwart“ abzureißen und einen Neubau zu errichten.
Die Mariengemeinde folgte diesem Gutachten nicht, sondern beauftragte den Dortmunder Baurat Genzmer als Architekten mit einer umfassenden Restaurierung. 1881 und im Jahr darauf wurden 150.000 Mark investiert. Die im Langschiff als Stützen dienenden Querbalken wurden entfernt. Ebenso wurden Vorsprünge und Vermauerungen an den Pfeilern beseitigt. Es wurden neue Fenster eingebrochen und das Kircheninnere mit neuer Malerei versehen. Das bereits 1274 erwähnte Portal Porticus S. Marie unter dem Westfenster wurde bei dieser Restaurierung zugemauert. Am 2. Juli 1882 wurde die Kirche mit einem Dank- und Festgottesdienst wieder eröffnet.
1908 investierte die Mariengemeinde erneut in das Gebäude. Neben neuer malerischer Gestaltung des Kircheninneren wurde zusätzlich zur Wandorgel eine größere Orgel vor dem Westfenster eingebaut. Bei dieser Gelegenheit wurden hinter dem Chorgestühl gotische Wandmalereien entdeckt.

## Das Gemeindeleben im Nationalsozialismus
Mit der nationalsozialistischen Gleichschaltung gerieten auch die Kirchen zunehmend unter Druck. Die evangelische Kirche organisierte sich im Juli 1933 in der Deutschen Evangelischen Kirche. Reichsbischof wurde Ludwig Müller. Starken Einfluss gewannen die nationalsozialistischen Deutschen Christen. Eine Gegenbewegung entwickelte sich 1934 mit der Bekennenden Kirche.
Das Presbyterium der Marienkirche unterstützte diese Gegenbewegung früh und geriet damit zunehmend unter Druck. 1936 wurde von der Kanzel gegen die Verbrechen der Konzentrationslager unter Nennung der Namen gepredigt, für Beamte galt es als gefährlich, an den Gottesdiensten der Marienkirche teilzunehmen. Nach der Verhaftung von Martin Niemöller wurde ein Protesttelegramm an die Regierung geschickt. Die Altarkerzen wurden während der Haft Niemöllers symbolisch nicht angezündet, täglich wurde um 15 Uhr eine Trauerglocke geläutet. Aufgrund der oppositionellen Haltung wurden Pfarrer und Kirchenpersonal wiederholt in Haft genommen.
Am 19. April 1938 wurde die Pfarrstelle St. Marien vom Konsistorium in Münster ausgeschrieben. Bei der Wahl des Nachfolgers für den pensionierten Pfarrer Haberkamp (1872–1951) wurde am 23. April gegen den heftigen Druck der Nationalsozialisten mit Hans Joachim Iwand ein Vertreter der Bekennenden Kirche als Nachfolger gewählt.
Auf Intervention des Reichskirchenministeriums wurde Iwand zunächst vom Konsistorium in Münster nicht bestätigt. Iwand wurde zweimal in der Steinwache inhaftiert. Die genaue Haftzeit ist nicht bekannt. Iwands Schüler und Biograph Jürgen Seim vermutet, dass Iwand unter anderem im Mai 1938 und vom Herbst 1938 (zwischen dem 20. und 27. November) bis März 1939 inhaftiert war. Am 1. Juni 1938 wurde Iwand zunächst als Hilfsprediger für ein Honorar von 450 Reichsmark in der Gemeinde tätig und bezog das Pfarrhaus an der Olpe 10 als Nachbar von Fritz Heuner. Während der Haftzeit wurde verschiedentlich befürchtet, dass Iwand ins KZ abtransportiert werden könnte. In der Steinwache wurde Iwand, anders als andere Gefangene, nach eigener Aussage gut behandelt. Während der Haft konnte Iwand an der Münchener Lutherausgabe mitwirken. Inhaltlich ging es dabei um eine Darstellung von Luthers Lehre vom freien Willen. Aufgrund der Standhaftigkeit der Presbyter wurde Iwand dann am 12. Oktober 1939 doch noch ins Amt eingeführt.
Iwands Engagement in der Bekennenden Kirche in der NS-Zeit zielte lange auf eine klare Abgrenzung der Bekennenden Kirche von den nationalsozialistischen Deutschen Christen in der evangelischen Kirche. Gegen die Judenverfolgung führte Iwand als theologischen Grundfehler an, dass zwar das Menschsein Jesu, nicht aber sein Judentum in der christlichen Kirche bezeugt worden sei.

### Zerstörung und Wiederaufbau

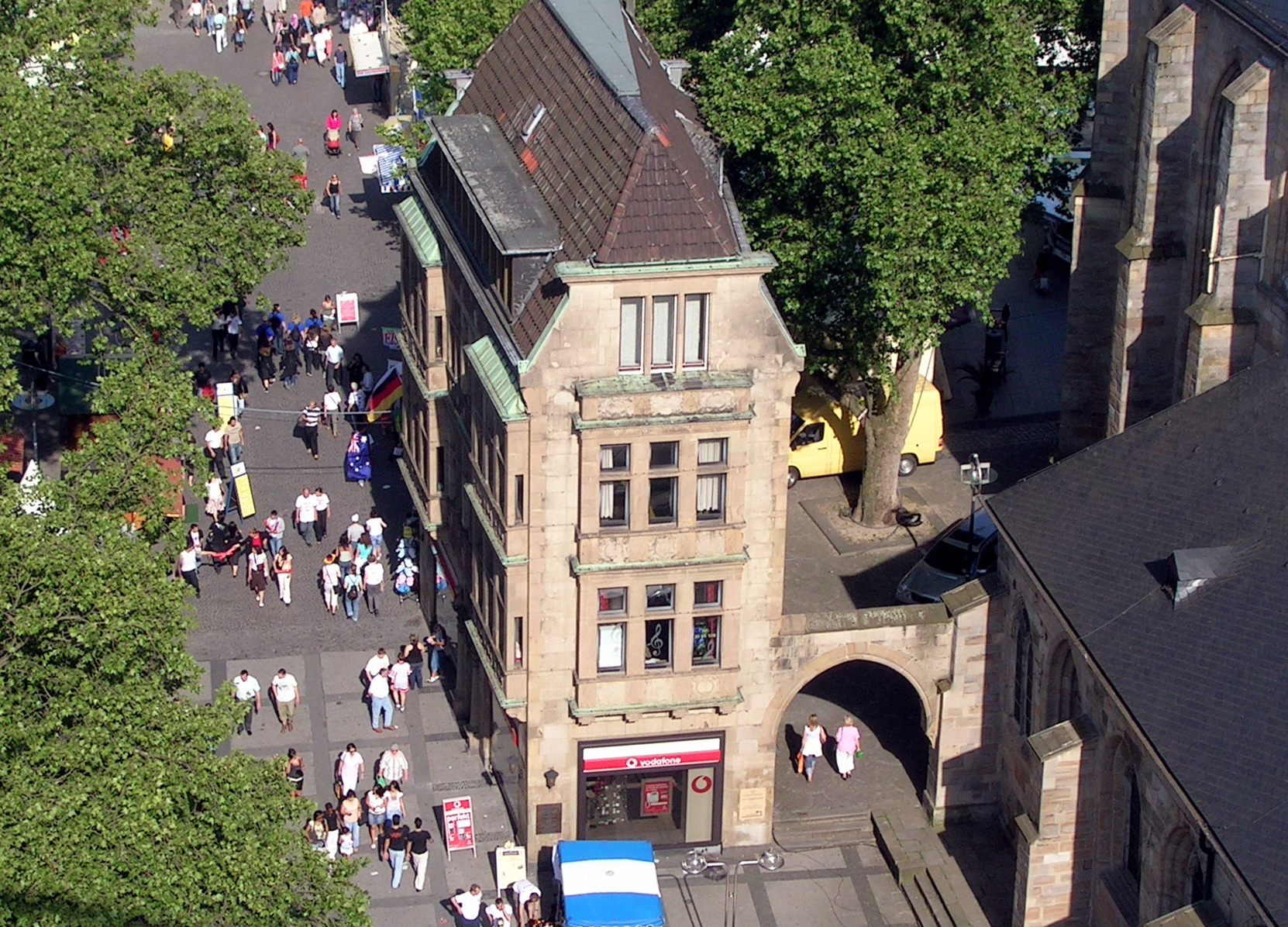
Vehoff-Haus und Verbindung zur Marienkirche

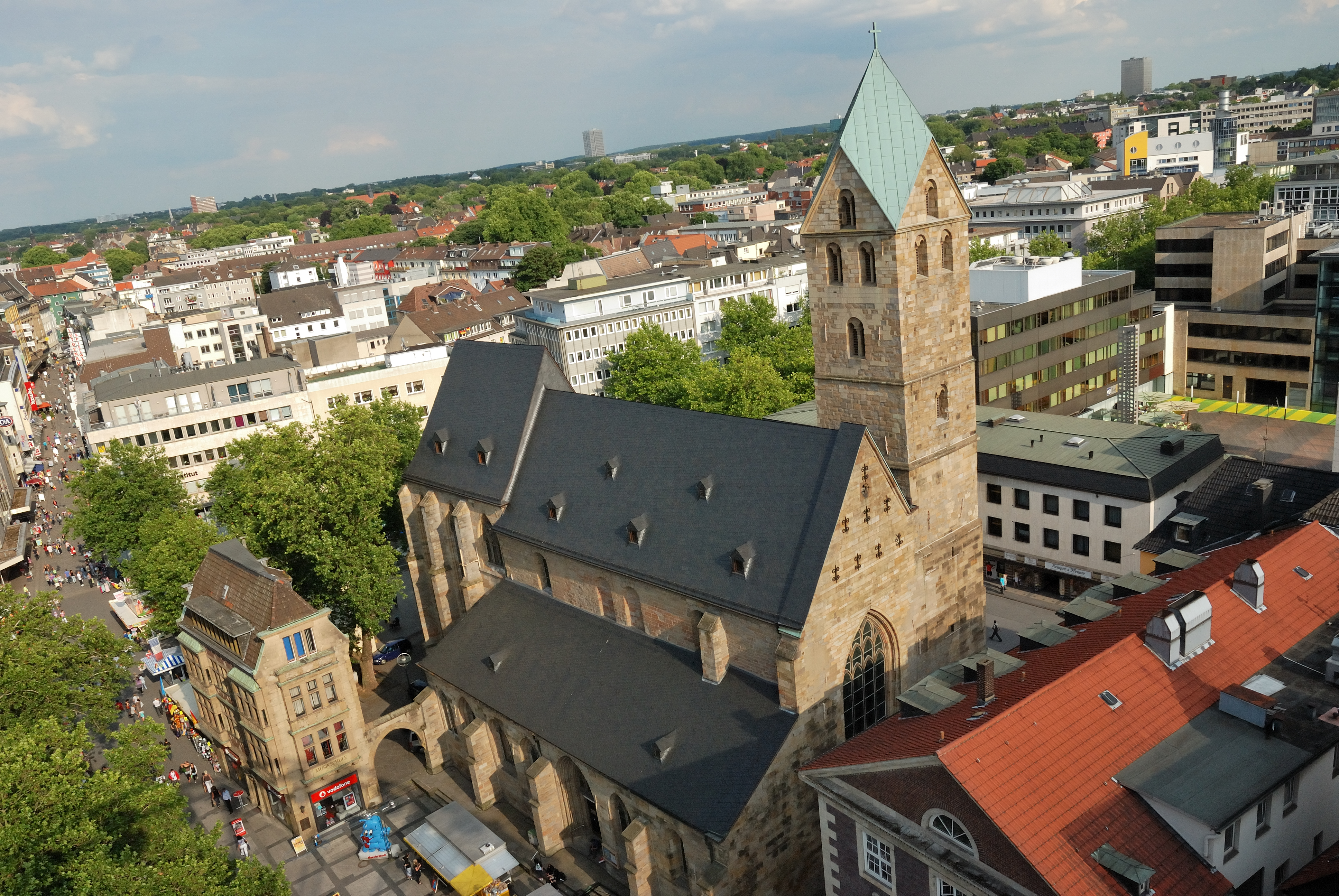
Ansicht von oben

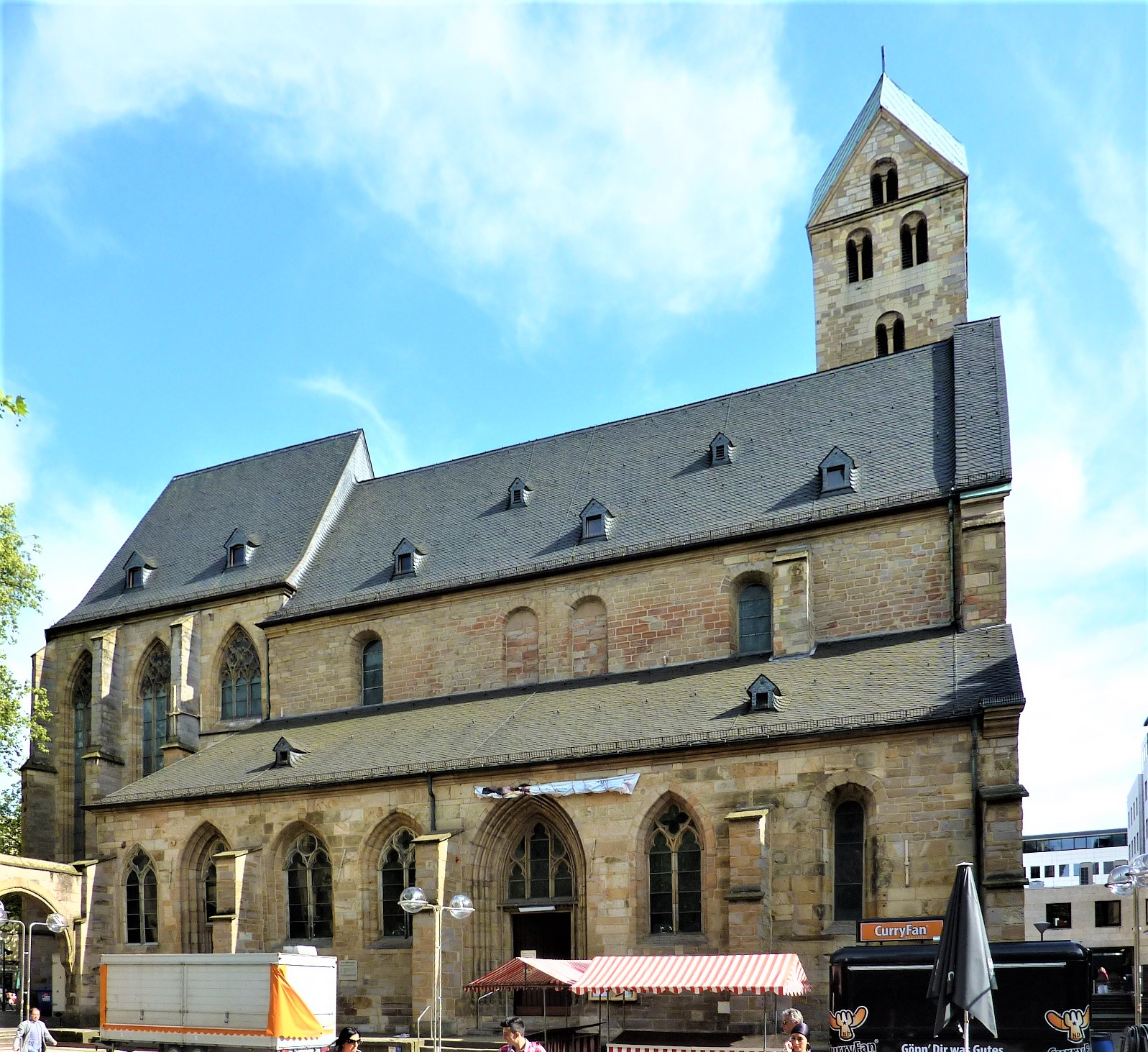
Ansicht von Südwesten

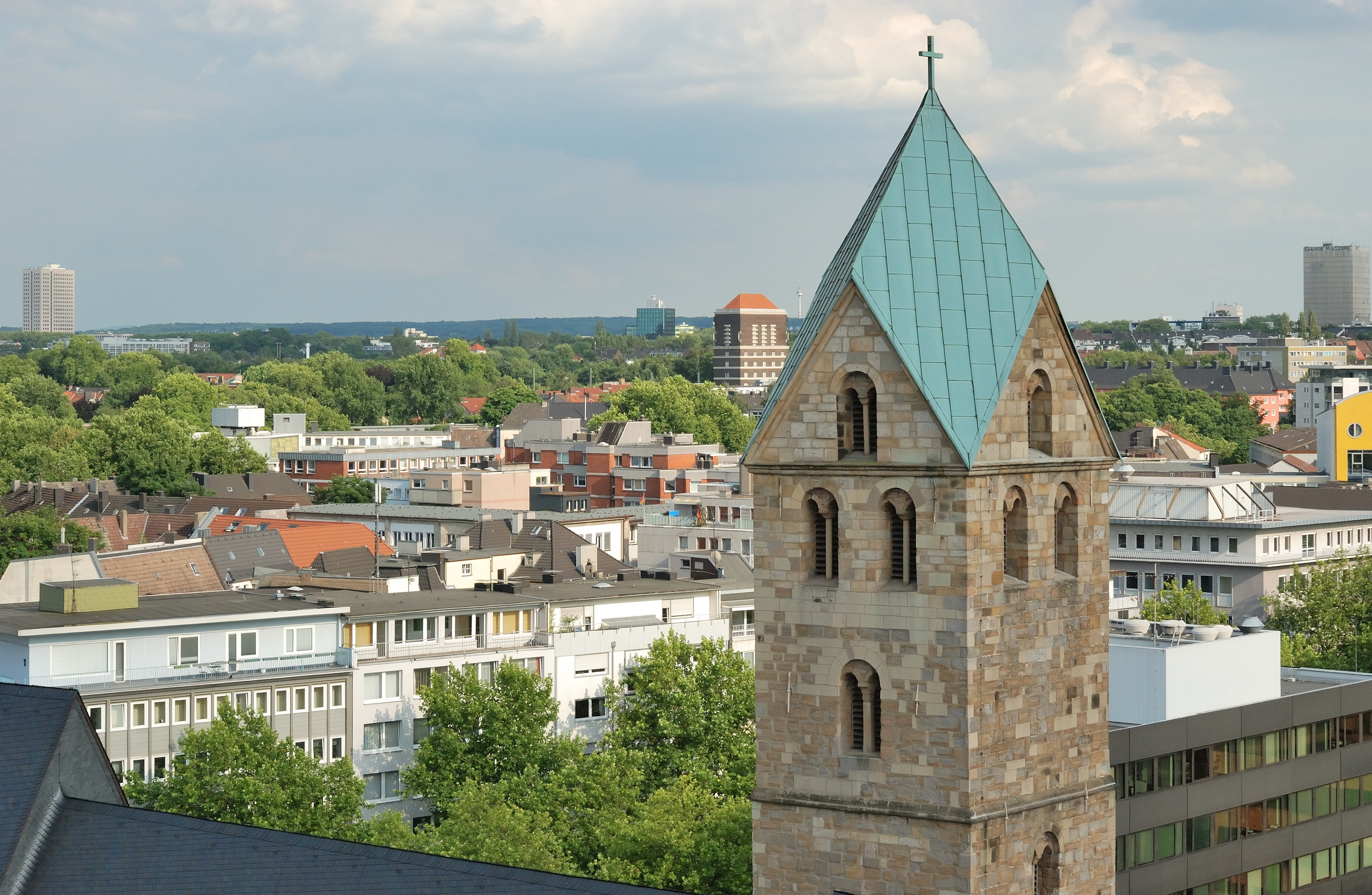
Turm

Am Ende des Zweiten Weltkriegs wurde die Marienkirche teilweise zerstört, vor allem beim schweren Angriff am 6. Oktober 1944. Eine Brandbombe durchschlug das Gewölbe und setzte den Innenraum in Brand. Dabei gingen die hölzerne Kanzel, die alte Orgel, der Barockaltar, die kunstvollen gotischen Fenster und die Deckenbemalung unwiederbringlich verloren. Weitere Schäden entstanden durch Witterungsschäden aufgrund der fehlenden Dächer. Die heute gezeigten Kunstschätze konnten durch Auslagerung gerettet werden.
Erst nach der Währungsreform, im Herbst 1948, konnte mit dem Wiederaufbau begonnen werden. Neben Reparatur- und Stabilisierungsarbeiten wurden auch einige bauliche Veränderungen vorgenommen. Der Architekt Hermann Kessemeier berichtet:

„1954: Im Februar begannen wir mit den Ausschachtungsarbeiten zur Tieferlegung des Fußbodens im Haupt- und nördlichen Seitenschiff, um die Pfeiler- und Säulenbasen, wie in der romanischen Zeit, in ihrer vollen Schönheit wieder sichtbar zu machen. Hierbei wurden Teile des Fußbodens aus der romanischen Zeit gefunden. Die Höherlegung des Fußbodens um 25–30 cm war zu Beginn des 14. Jh. geschehen, wie an den gotischen Teilen der Außenmauern des nördlichen Seitenschiffes festzustellen war.“

Bei der Restaurierung wurde vor allem die Qualität des romanischen Mauerwerkes festgestellt, das selbst heutigen Normen genügen könnte und die Qualität der gotischen Maurerarbeiten weit übertraf. Gemäß dem Zeitgeschmack der Nachkriegszeit blieb das Innere weitgehend ohne Putz und Fassung.
Während der Restaurierung wurden verschiedene Untersuchungen zur frühen Baugeschichte durchgeführt.

„Eine mit Herrn Professor Dr. Thümmler angestellte Untersuchung der Profile der vorgefundenen Kreuzgewölberippen, die noch Farbreste aufwiesen, ergab, dass zu Beginn des 14. Jahrhunderts zunächst die Kapelle im nördlichen Seitenschiff anstelle der romanischen Apsis gebaut wurde, dann die Berswordtkapelle und zum Schluss der Hauptchor etwa um 1340.“

Nach dem Zweiten Weltkrieg wurde zudem das im Nordosten liegende Baudenkmal Vehoff-Haus, 1905 errichtet in Anlehnung an einen Vorgängerbau aus der Renaissance, dem Stil der Marienkirche angepasst. Das Vehoff-Haus ist seit seiner Errichtung über einen Torbogen mit der Marienkirche verbunden.
Am 2. April 1950 konnte zunächst das Südschiff als Notkirche eingeweiht werden. Erst 1957 wurden die Restaurierungsarbeiten abgeschlossen. Am 2. Juni 1957 feierte die Gemeinde die Wiederherstellung der Kirche in einem Festgottesdienst.

#### Neuverglasung
1972 wurde die Neuverglasung der Kirche von Johannes Schreiter abgeschlossen. Schreiter gestaltete Fenster mit einer sehr einfachen, zurückhaltenden Ornamentik, mit der er vor allem die Altäre zur Geltung bringen wollte. Die informelle Gestaltung vermittelt dennoch auch eine theologische Symbolik.

„Der Baumeister hat den Weg der Kirche als Weg des wandernden Gottesvolkes von der Taufe beim Durchzug durchs Rote Meer bis zum Einzug ins ‚gelobte Land‘ durch die Prozession zum Altarraum in der West – Ostorientierung des Baukörpers horizontal dargestellt. Der Glasmaler stellt dieselbe Aussage in der vertikalen Dimension dar und nutzt dabei die religiöse Wertigkeit der Begriffe von ‚unten‘ und ‚oben‘. Damit wird jede aufstrebende Linie zum Hinweis auf den Schöpfergott, der alles gut geschaffen und wohl geordnet hat. Die irdische Gemeinde, symbolisiert in der liturgischen Farbe Rot in den unteren Feldern, hat schon auf Erden ihr Gegenstück in den obersten Feldern unter dem Spitzbogen der Fenster. Diese Beziehung der irdischen Gemeinde zu der schon vollendeten, droben bei Gott weilenden Schar ist zerstört und durchbrochen durch die vielen Risse und chaotischen Deformationen.“

Der Dreipass der Fenster symbolisiert die Trinität. Die Hoffnung auf die Verbindung zum Göttlichen wird durch durchgehende Lichtbänder zum Ausdruck gebracht.

### Das Gemeindeleben nach dem Krieg
Von 1953 bis 1988 führte Konrad Lorenz, zunächst als Hilfsprediger, seit 1955 als Pfarrer, die evangelische St. Mariengemeinde. In seine Amtszeit fiel zunächst der 1957 abgeschlossene Wiederaufbau der Kirche. Pfarrer Lorenz leitete den feierlichen Festgottesdienst am 2. Juni 1957, musikalisch umrahmt vom Orgelspiel des Organisten, Kirchenmusikdirektor Otto Heinermann, und vom Marienchor unter Leitung des Kantors Peter Rocholl. 1969 folgte der Neubau des Gemeindehauses. Als Herausgeber zweier Werke über die Kirche trug Konrad Lorenz dazu bei, die Kunstschätze einer breiteren Öffentlichkeit bekannt zu machen.
Heute (2019) leitet Pfarrer Ingo Maxeiner die Gemeinde. Neben ihm arbeiten ein Küsterehepaar, ein Kantor sowie eine Gemeindesekretärin hauptamtlich in der Kirche. Die Partnerkirche der Marienkirche ist die Verklärungskirche der evangelischen Kirchengemeinde in Berlin-Adlershof.

#### Stiftung Kulturgut und Kirchenmusik St. Marien
Seit 2003 bemüht sich die gemeinnützige Stiftung Kulturgut und Kirchenmusik der Evangelischen St. Mariengemeinde um den Erhalt der Kirche und ihrer Kunstschätze. Die Stiftung hat die Erhaltung des Gebäudes, die Bewahrung der Kunstwerke, die Pflege der Kirchenmusik in St. Marien und die Verbesserung des Raumklimas zur Aufgabe. Mitarbeiter der Stiftung bieten regelmäßig kostenfreie Führungen durch die Kirche an.

## Baubeschreibung

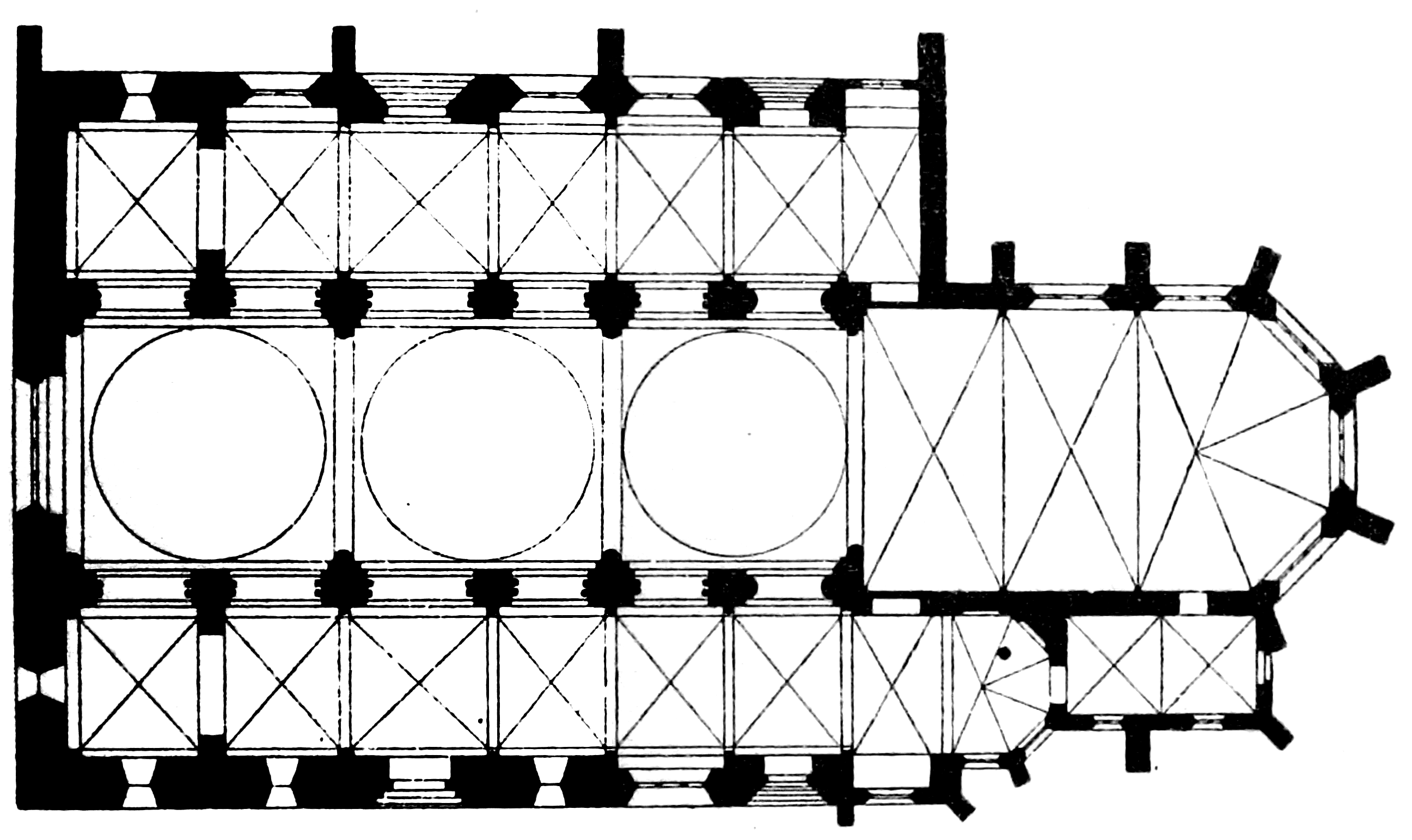
Gewölbeansicht (Zeichnung von 1894)

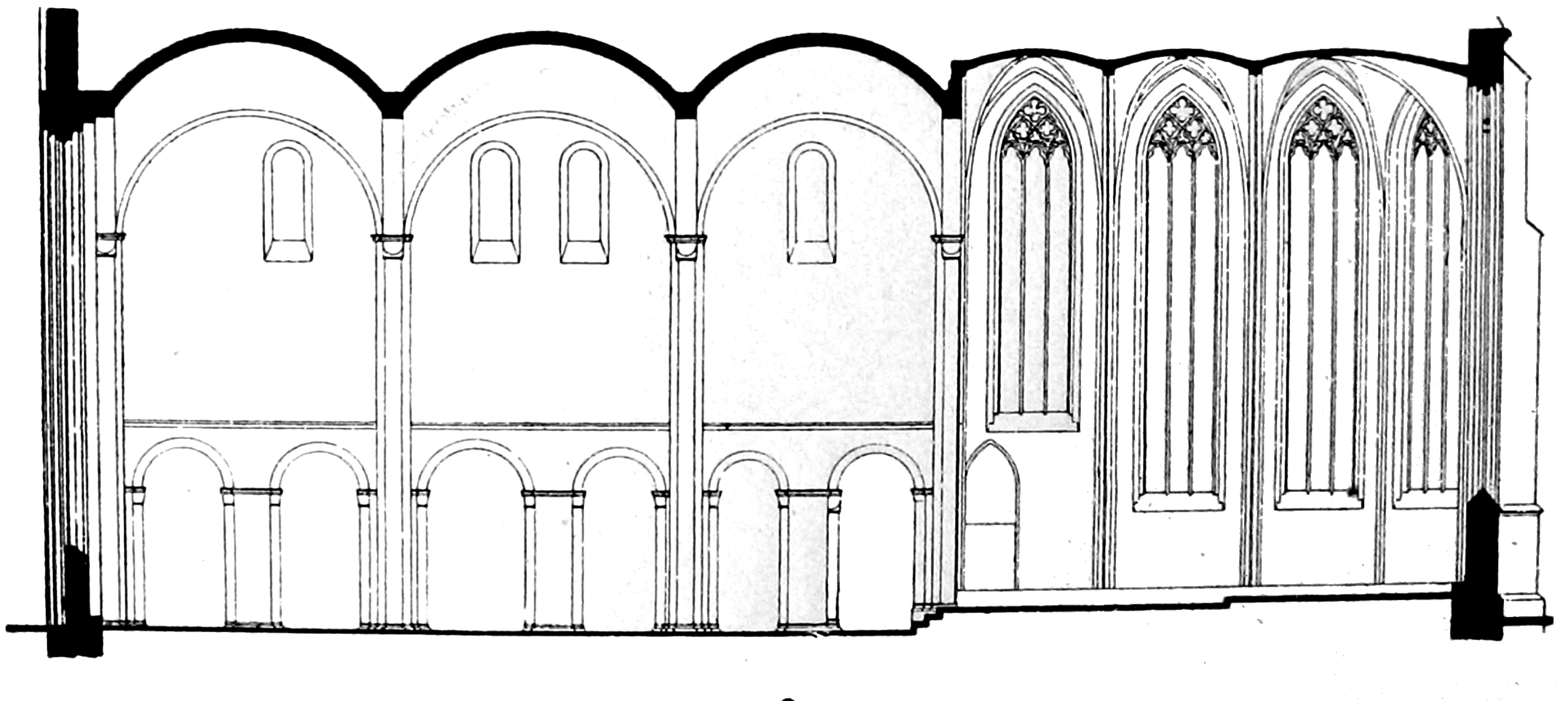
Aufriss von Mittelschiff und Chor (Nordwand); links die älteren romanischen Gebäudeteile des südlichen Mittelschiffs, rechts die spätere gotische Erweiterung

Die Marienkirche ist eine dreischiffige Pfeilerbasilika ohne Querhaus. Der äußere Eindruck der Marienkirche wird geprägt vom Werksteinmauerwerk aus hellem Sandstein. Der Rundbogen des romanischen Portals an der Südseite wird von Säulen getragen, deren Kapitelle mit floraler Ornamentik geschmückt sind.
Das Hauptschiff trägt ein schiefergedecktes Satteldach, die Seitenschiffe in gleicher Weise gedeckte Pultdächer. Der Chor mit seinem schiefergedeckten Satteldach überragt das Haupthaus deutlich.
Die Westseite dominiert der an das südliche Seitenschiff anschließende 42,5 m hohe romanische Turm mit einem Rhombenhelm von quadratischem Grundriss. Sein nördliches Gegenstück wurde 1805 wegen Baufälligkeit abgerissen. Diese ursprünglich zwei Türme an der Westfassade erhoben sich über den Seitenschiffen.
Das Westportal führt ohne Vorhalle direkt ins Mittelschiff. Im Inneren des Haupthauses hat sich ein romanischer Gesamteindruck erhalten. Das bis 17,6 Meter hohe Mittelschiff besteht aus drei annähernd quadratischen Jochen (rund 8 × 8 m), die mit kuppelartigen Gewölben gedeckt sind. Die rundbogigen Gurte zwischen ihnen lagern auf den Pfeilern vorgelagerten Halbsäulen mit schlichten Würfelkapitellen. Die wesentlich niedrigeren (6,3 m) Seitenschiffe weisen, Prinzipien des gebundenen Systems folgend, je sechs kreuzgratgewölbte rechteckige (durchschnittlich rund 4 × 6 m) Joche zwischen flachen Gurtbögen auf, die durch ähnliche Pfeiler getragen werden wie die der Joche des Hauptschiffs; die beiden westlichen Joche zeigen als Turmjoche wesentlich kräftigere Außenmauern. Zwischen den Pfeilern tragen je zwei Halbsäulen abgestufte Unterzüge der runden Scheidbögen, den Quergurten der Seitenschiffe ist je eine Halbsäule vorgelagert. Die hohen, leeren Hochwände unter den je vier Rundbogenfenstern, die ursprünglich ausgemalt waren, lassen die Arkadenzone verhältnismäßig gedrungen und niedrig wirken. Den Obergaden charakterisieren romanische Rundbogenfenster. Während im südlichen Seitenschiff die Fensteröffnungen als Rundbögen ausgeführt sind, wurden die Fenster des nördlichen Seitenschiffs in gotischem Stil umgestaltet.
Hinter dem Triumphbogen folgt der um drei Stufen erhöhte, beinah die Höhe des Hauptschiffes erreichende gotische Chor. Zwei kurzen, sterngewölbten Rechteckjochen folgt ein polygonaler 5/8-Schluss. Das Maßwerk der dreibahnigen Fenster des Chores ist gekennzeichnet durch Kleeblattbögen, darüber Dreiblätter und Vierpässe. Den Abschluss im Spitzbogen der Fenster bildet je eine kreuzförmige Anordnung von vier verbundenen Vierpässen.
Die Seitenschiffe finden ihren östlichen Abschluss in Kapellen. Die ursprünglichen Nebenapsiden wurden mit dem Bau des gotischen Chors in einen flachen Chorabschluss im Norden und eine Seitenkapelle im Süden mit einer 5/8-Apsis umgestaltet. Rechts des Chors, hinter der Berswordtkapelle, schließt sich die in den 1950er Jahren errichtete Sakristei an.
Die Marienkirche ist als Baudenkmal in die Denkmalliste der Stadt Dortmund eingetragen.

## Ausstattung

### Altäre

#### Berswordt-Altar
Die Marienkirche beherbergt zwei kunsthistorisch bedeutende Altäre. Der ältere steht im nördlichen Seitenschiff und wird nach seinem Stifter Berswordt-Altar genannt. Die Gemälde werden auf etwa 1395 datiert und zeigen in einer Szenenfolge die Kreuzigung Christi. Der Maler ist unbekannt, es gibt aber Spekulationen, dass es sich um ein Frühwerk von Conrad von Soest handeln könne, was die neuere Forschung wiederum bestreitet.
Die linke Tafel zeigt Jesus auf dem Kreuzweg nach Golgatha. Simon von Cyrene wird gezwungen, ihm beim Tragen des schweren Kreuzes zu helfen. Während Knechte der römischen Soldaten ihn vorwärtsprügeln, beweinen ihn einige Frauen.
Die mittlere Tafel fasst verschiedene Episoden der Kreuzigung zusammen. Sie zeigt den Zusammenbruch von Maria, die von Johannes gestützt wird. Johannes blickt zum Gekreuzigten, der nach dem Johannes-Evangelium die beiden zu Mutter und Sohn erklärt. Zu Füßen des Kreuzes schachern dämonische Gestalten um das Gewand Jesu. Ein römischer Hauptmann erkennt aber im sterbenden Jesus den wahren Sohn Gottes. Sein Bekenntnis ist als Spruchband ausgeführt. Im Zentrum der mittleren Tafel steht das Kreuz mit dem sterbenden Jesus, auch der Stich mit der Lanze in die Seite ist dargestellt. Rechts und links hinter Jesus hängen die mit ihm gekreuzigten Schächer. Die Seele dessen, der bereute, wird von einem Engel, die des Verstockten von einem Teufel geholt.
Die rechte Tafel zeigt die Kreuzabnahme. Auch auf diesem Bild steht das Kreuz im Zentrum. Das Geschehen ist auf wenige Personen begrenzt, anders als in der Szenenfülle des Zentralbildes. Vor dem goldenen Hintergrund leuchten die Gewänder der agierenden Personen rot, golden und grün. Josef von Arimathia hält den Leichnam Jesu im Arm, während andere die blutenden Nägel mit einer Zange aus den Füßen entfernen und den linken Arm vom Kreuz lösen. Die Gestalt Jesu wirkt nicht nur im Bereich des weißen Tuches, das seine Scham bedeckt, verschleiert.
| Berswordt-Altar (~1395) | Berswordt-Altar (~1395) | Berswordt-Altar (~1395) |
| ----------------------- | ----------------------- | ----------------------- |
|                         |                         |                         |

Die drei aufgeklappten Tafeln des Berswordt-Altars

#### Marienaltar des Conrad von Soest
Auf dem Hauptaltar finden sich die Tafeln des Marienaltars (um 1420) von Conrad von Soest, die ursprünglich Teil eines 1720 zerstörten, gotischen Altars waren. Um die Tafeln in einen barocken Altaraufbau einzufügen, wurden sie beschnitten, ein angesichts der Qualität des Kunstwerks aus heutiger Sicht unvorstellbarer Vorgang. Die Tafeln sind heute in moderne Metallrahmen gefasst.
Die Gemälde auf der Vorderseite zeigen Motive aus dem Leben Marias. Auf der linken Tafel dominieren die Farben Gold, Blau und Rot. Dargestellt ist die Geburt Jesu. Die mittlere Tafel zeigt den Tod Marias. Die Figur leuchtet kräftig aus einem blauen Umfeld von Engeln, die ihr die Augen schließen. In der Hand hält die liegende Maria als Symbol des Todes eine Sterbekerze. Drei rot gewandete Figuren umgeben die Sterbende. Johannes reicht ihr die Sterbekerze, oben rechts im goldenen Hintergrund eröffnet sich ein Blick in den Himmel, das Motiv der geöffneten Hand zeigt, dass Maria der Weg ins Paradies offensteht. Die rechte Tafel zeigt die Anbetung der Heiligen Drei Könige. Die Tafeln auf der Rückseite des Altars sind stark verwittert.
Die Faszination des Gemäldes beruht auf verschiedenen Momenten. Die leuchtenden Farben, die für die Zeit ungewöhnliche Größe der Figuren und die Harmonie der Komposition spielen dabei eine Rolle. Das Gemälde zeigt mittelalterliche Stilelemente, etwa die flächigen goldenen Hintergründe, die Größengestaltung der Figuren nach ihrer religiösen Bedeutung oder das Erzählen biblischer Geschichte. Gleichzeitig fasziniert die Entwicklung der Renaissancemalerei, die Gestaltung von Perspektive, von Gesichtern der Zeit und die Anatomie der Körper.
Die Signatur des Conrad von Soest versteckt sich so in einem Bilddetail, dass sie erst 1950 entdeckt wurde.
| Marienaltar des Conrad von Soest 1420 (Vorderseite) | Marienaltar des Conrad von Soest 1420 (Vorderseite) | Marienaltar des Conrad von Soest 1420 (Vorderseite) |
| --------------------------------------------------- | --------------------------------------------------- | --------------------------------------------------- |
|                                                     |                                                     |                                                     |

Die Tafeln der Vorderseite des Marienaltars

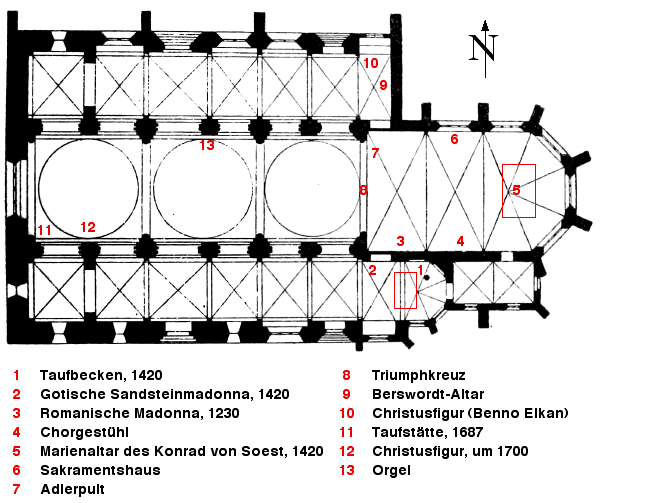
Lage der wichtigsten Stücke der Ausstattung

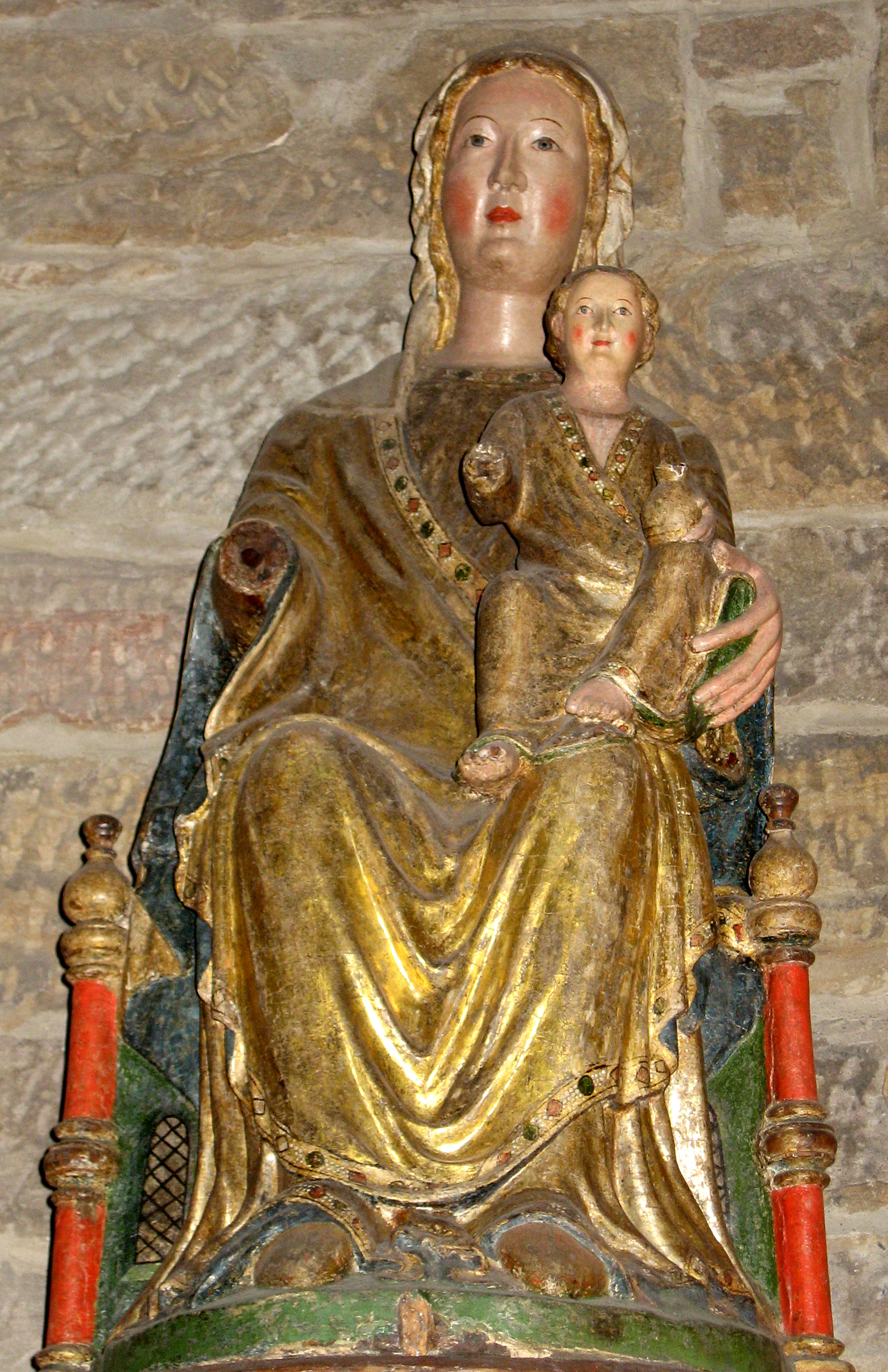
Romanische Madonna aus dem Jahr 1230

### Marienfiguren
In der Kirche finden sich zwei bedeutsame Marienfiguren.
Die Goldene Muttergottes von Dortmund ist eine spätromanische Marienfigur, etwa aus dem Jahre 1230 (Datierung R. Fritz). Die aus Nussbaumholz gefertigte, 91 Zentimeter hohe Figur mit Thronpfosten aus Birke befindet sich an der Südwand des Altarraumes. Von innen ist die Skulptur zum Teil ausgehöhlt, wohl zur Aufnahme von Reliquien. Die heute sichtbare Fassung (= Bemalung) stammt aus dem 15. Jahrhundert und wurde nach der Originalfassung gestaltet. Die Fassung war zeitweilig übermalt und wurde verschiedentlich restauriert, zuletzt 1976 im Landesamt für Denkmalpflege Münster.
Auffällig ist der in die Ferne gerichtete Blick von Mutter und Kind. Diese in der Romanik häufige Anordnung der Figuren deutet darauf hin, dass Christus schon als Kind nicht in normale menschliche Beziehungen eingeordnet werden darf. Nicht mehr streng romanisch ist die Handhaltung der Figuren. Das Jesuskind hält ein Gefäß in der Hand, das an einen kleinen Krug erinnert.

„Das Gefäß, das das Kind in seinen Händen hält, bezieht sich auf den jungfräulichen Schoß der Mutter, aus dem es, vom Heiligen Geist gezeugt, hervorgegangen ist.“

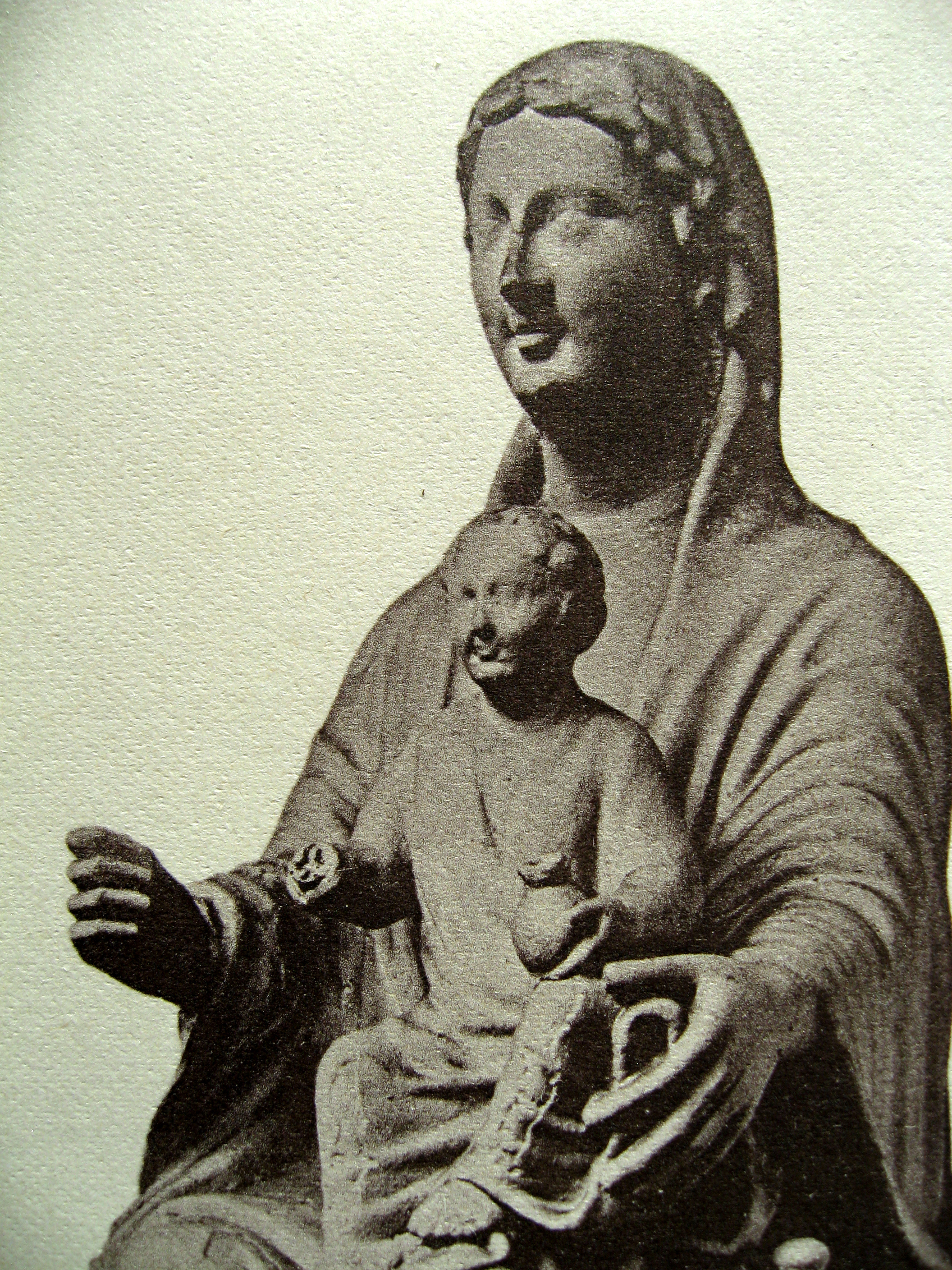
Zustand der „Goldenen Madonna“ 1890

Die fehlenden Hände der Figuren müssen nach Ausrichtung der Armfragmente dem Betrachter zugestreckt gewesen sein. Auf einer älteren Abbildung sieht man, dass die Hand Marias 1894 noch erhalten war.
Das spätgotische Bild auf der Rückseite (Eichenholztafel) zeigt die Begegnung von Joachim und Anna, den Eltern Marias, an der Goldenen Pforte. Rinke datiert das Werk auf 1470/80. Beide Figuren sind wie wohlhabende Bürger des Mittelalters gekleidet. Im Hintergrund sieht man ein Tor und eine zinnenbewehrte Stadtmauer. Marias Vater trägt einen Geldbeutel am Gürtel, im Vordergrund weiden seine Schafe. Das Gemälde wurde erst nachträglich um 1470 angebracht. Die Bemalung der Rückseite belegt, dass die Madonna bei Prozessionen verwendet wurde.

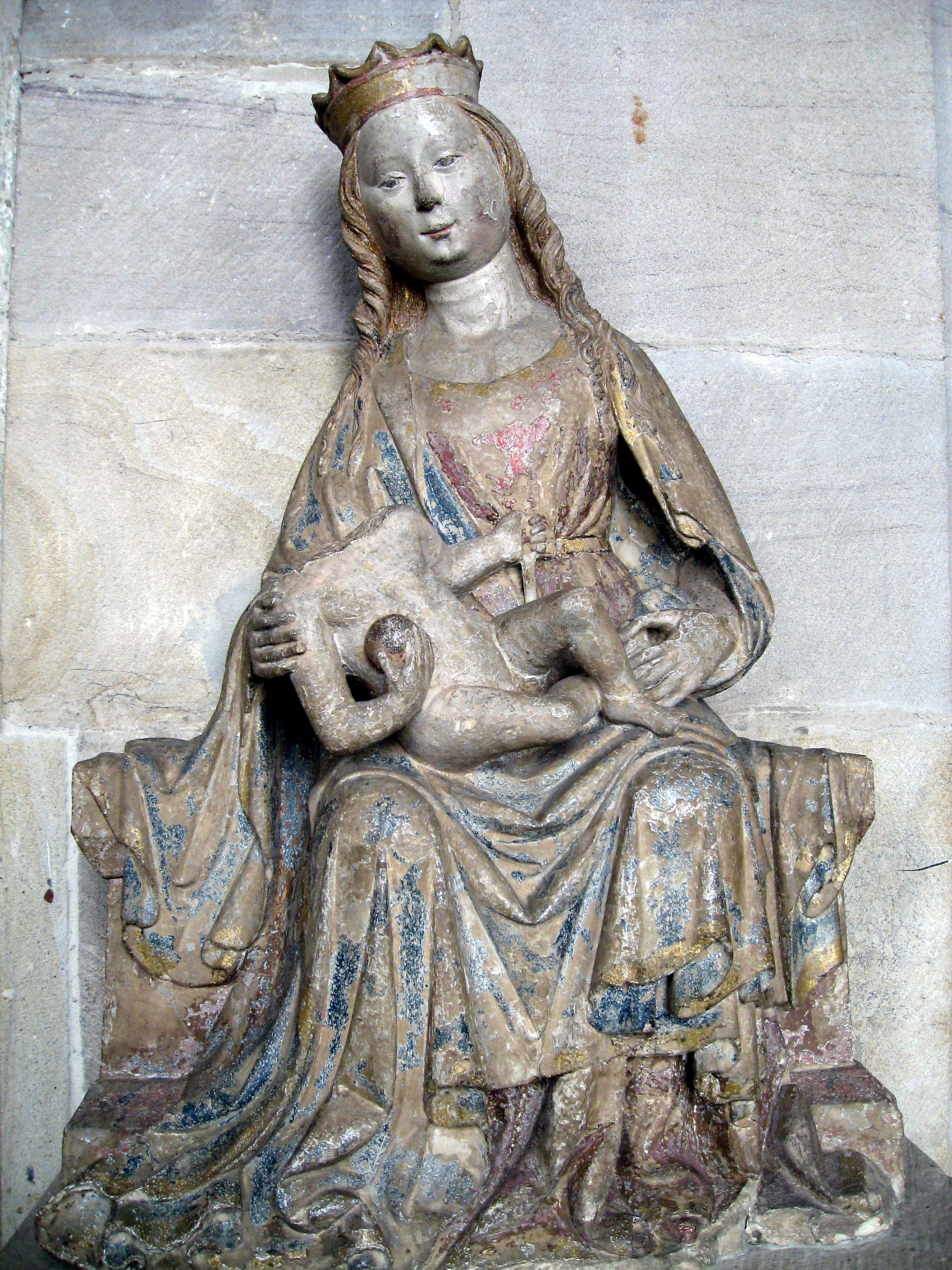
Gotische Sandsteinmadonna aus dem Jahr 1420

Die gotische Sandsteinmadonna im rechten Seitenschiff der Marienkirche wurde von R. Fritz auf das Jahr 1420 datiert. Die 75 Zentimeter hohe Sitzmadonna zeigt Reste der ursprünglich farbigen Fassung. Dem Christuskind auf dem Schoß Marias fehlt der Kopf. Ein Ölanstrich wurde vor der Wiederaufstellung im Jahr 1957 vom Museum für Kunst und Kulturgeschichte entfernt.
Das Madonnenbild aus der Entstehungszeit des Marienaltars zeigt gegenüber der älteren, spätromanischen Goldenen Madonna eine deutliche Belebung. Die Skulptur steht in der Tradition des Weichen Stils der „schönen Madonnen“, etwa durch den weichen, fließenden Charakter des Gewandes. Die auf einer Steinbank sitzende Marienfigur hält auf dem Schoß das halbaufgerichtete Christuskind. Ihre Hände umfassen sanft Schulter und Fuß des Kindes. Der Blick ist nicht mehr in unbestimmte Ferne gerichtet, sondern wendet sich stärker dem Kinde zu. Unter dem weich fließenden Mantel Marias wird ein Kleid mit Gürtel sichtbar. Ihr leicht nach rechts geneigter Kopf trägt eine goldene Krone, langes rötliches Haar fällt ihr bis auf die Schultern.

„Das Jesuskind hält in der rechten Hand einen Apfel, Sinnbild der durch Christus besiegten Erbsünde, zugleich Hinweis auf Maria als der „neuen Eva“; mit der linken Hand spielt es am Gürtel des mütterlichen Kleides.“

### Weitere Ausstattungsstücke

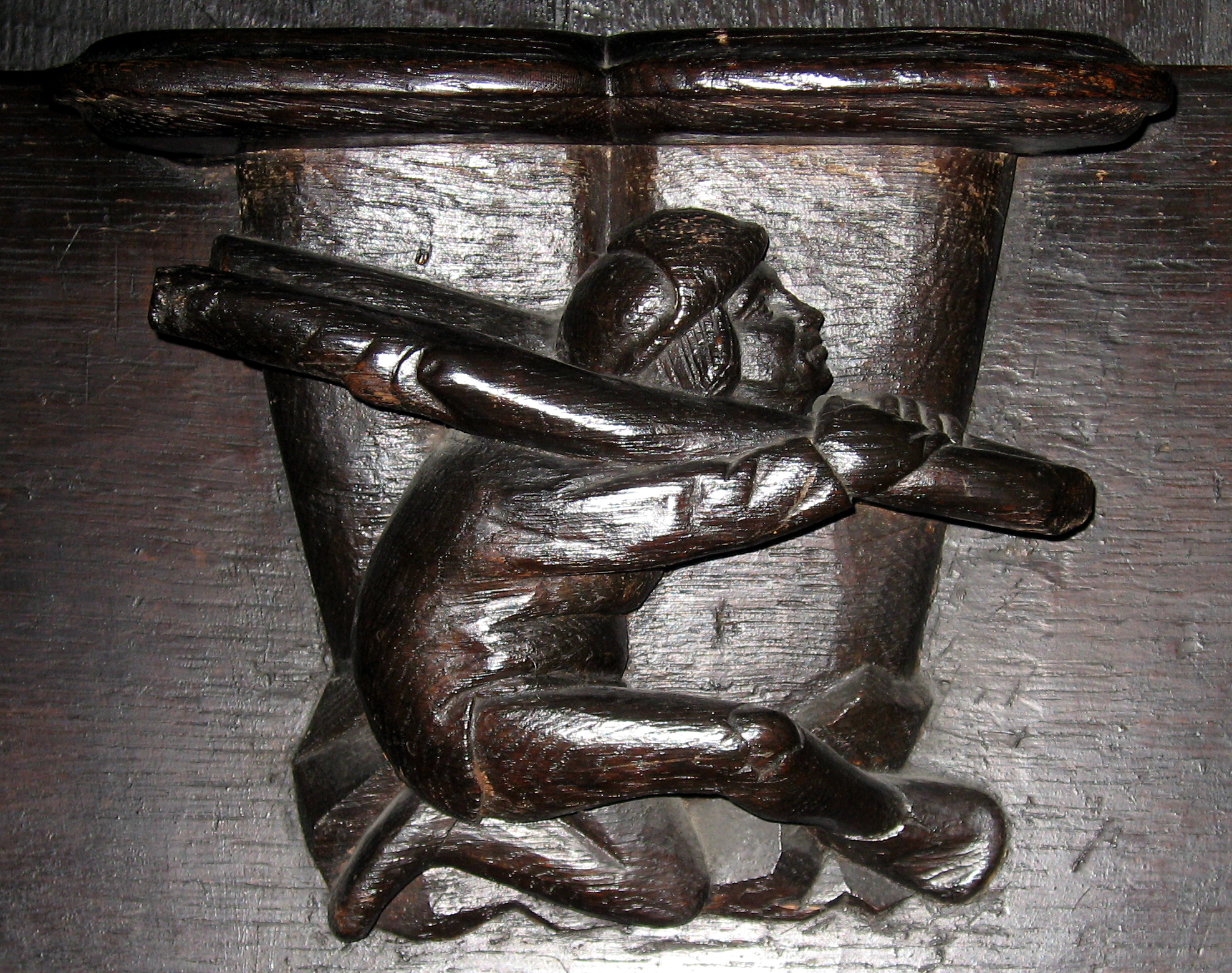
Chorgestühl, Miserikordie mit Ehebrecher in der Gabel des Schandprangers

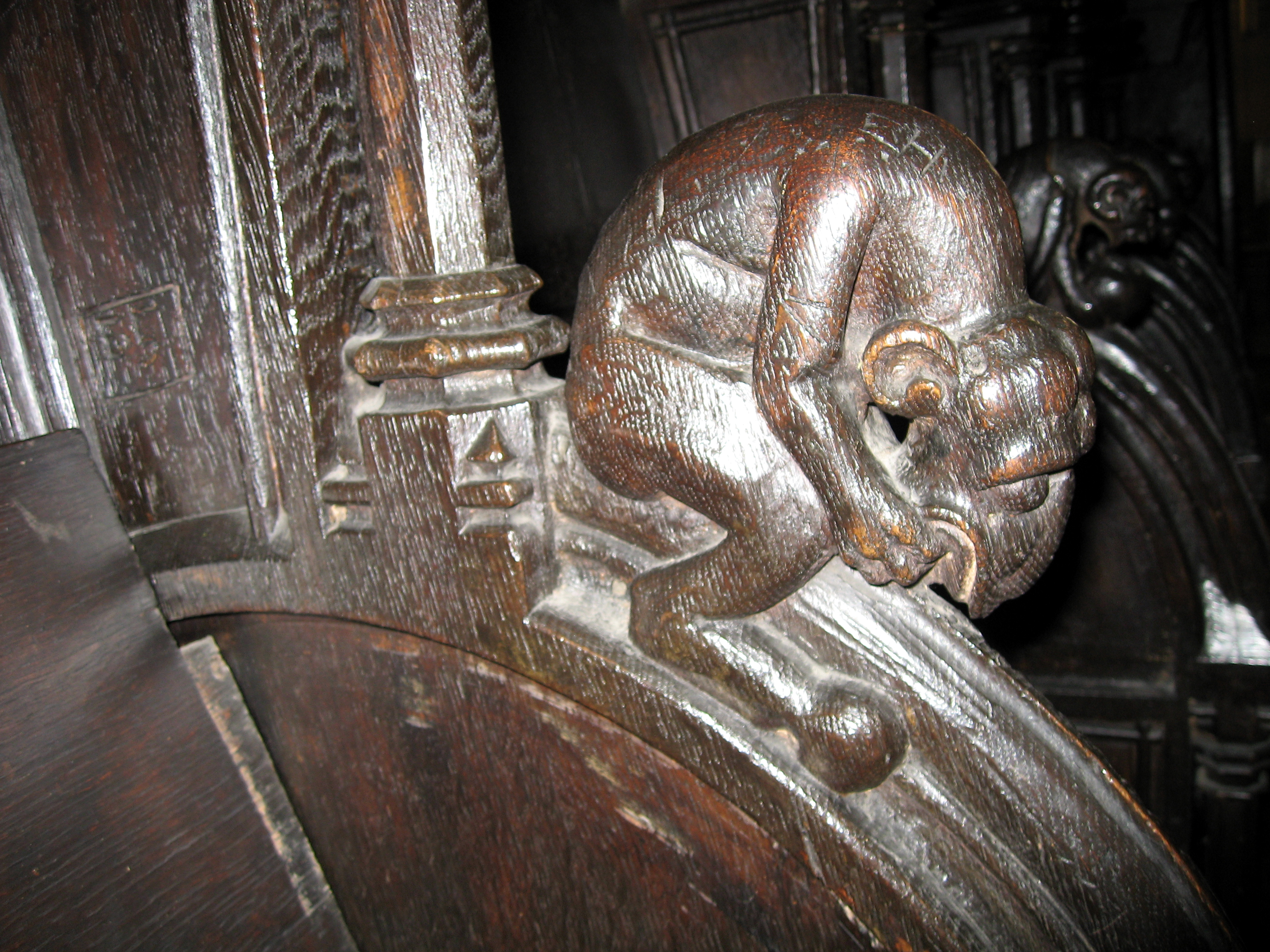
Chorgestühl, Drôlerie

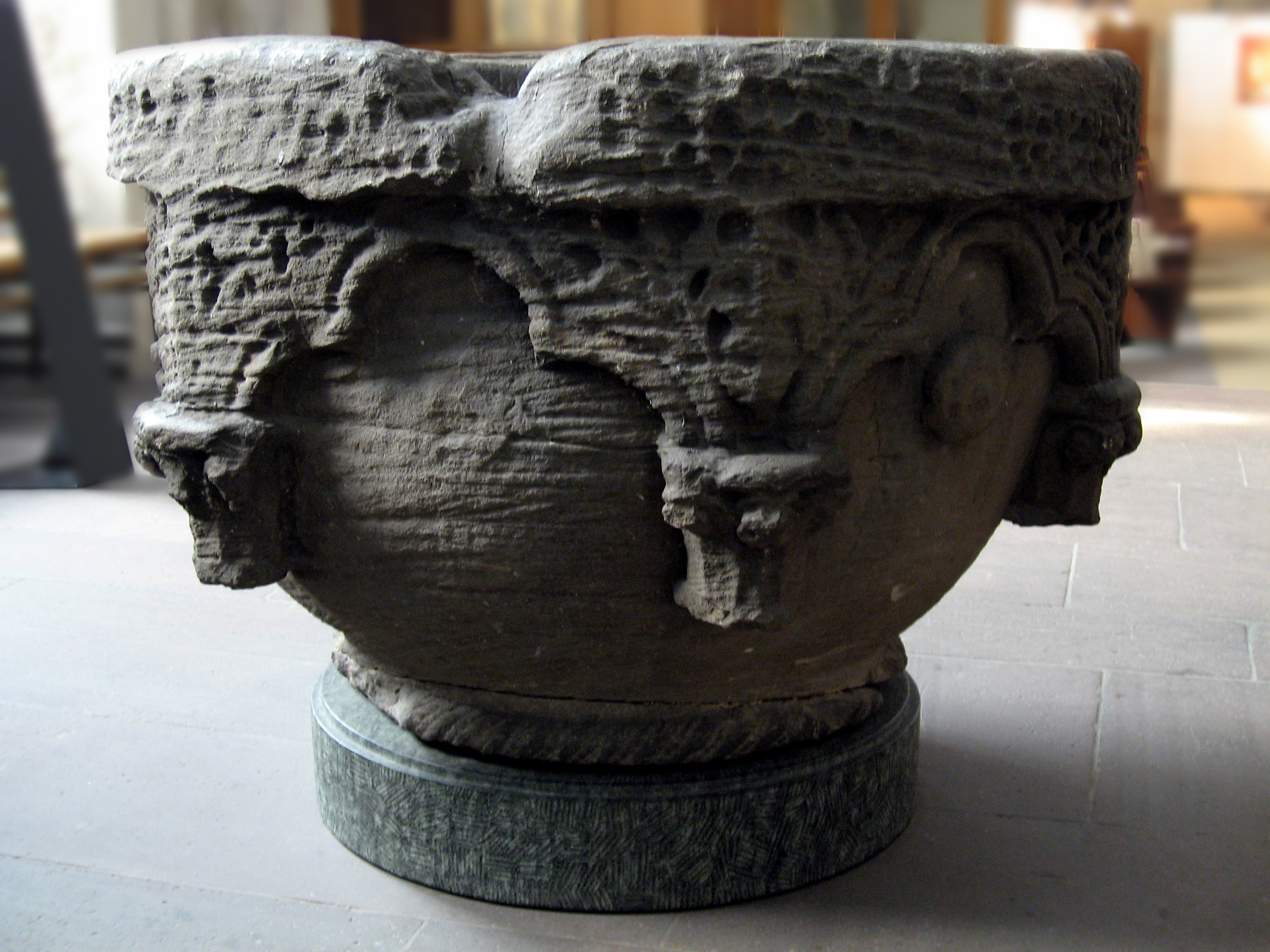
Spätromanischer Taufstein

Das Chorgestühl aus dem 16. Jahrhundert wurde im Stil der niederrheinischen Spätgotik aus Eichenholz geschnitzt. Es entstand wahrscheinlich 1523 und weist eine große Ähnlichkeit mit dem Gestühl in der früheren Stiftskirche in Cappenberg auf. Man nimmt deshalb an, dass beide Werke aus der gleichen Werkstatt stammen, die vermutlich am Niederrhein lag. Unter den Sitzen waren sogenannte Miserikordien angebracht, kleine Sitzflächen zur Entlastung beim Stehen. Geschnitzten Symbolfiguren unter den Miserikordien zeigen die Laster der Menschen. Auf den Trennwänden zwischen den Sitzen befinden sich Drôlerien.
Oberhalb der Sitzflächen finden sich dann Heiligendarstellungen und reiche Verzierungen. Ins Auge fallen vor allem die Figuren an den seitlichen Begrenzungen (Wangen) mit fein geschnitzten Säulen.
Beim Adlerpult handelt es sich um ein Lesepult aus dem Jahr 1450. Das auf einer Sandsteinsäule angebrachte gotische Pult aus Messing stellt den Adler weitgehend naturalistisch dar. Die Beschaffung des Pults interpretieren einige Autoren aus der damaligen Konkurrenz zur benachbarten Reinoldikirche, die ein vergleichbares Pult besitzt. Der Adler kann als Symbol des Evangelisten Johannes oder für die Auferstehung Jesu gedeutet werden. Die auf der Brust angebrachte Darstellung Jesu deutet hier auf letztere Bedeutung hin. Vom Adlerpult wurde früher die heilige Schrift verlesen. Seit dem Verlust der hölzernen Barockkanzel durch ein Feuer wird dort auch die Predigt gehalten. Zu diesem Zwecke wurde auf dem Rücken des Adlers eine Buchauflage aus Plexiglas angebracht.
Der spätromanische Taufstein stammt aus der Stauferzeit und befindet sich in der Berswordtkapelle. Das große Taufbecken lässt vermuten, dass hier auch Erwachsene getauft werden sollten. Zeitweise wurde der Taufstein außerhalb der Kirche verwendet, aufgrund der starken Gebrauchsspuren vermutlich als Pferdetränke. Es gibt Vermutungen, dass der Stein aus der früheren Nicolaikirche stammt. Vor der Aufstellung des Steins in der Marienkirche wurde er im Museum am Ostwall zusammen mit moderner Kunst gezeigt. Die Pflanzen in den Verzierungen, etwa Rose und Weintraube, gelten als Symbole Jesu.
Ein weiteres Taufbecken aus Holz im barocken Stil befindet sich nahe dem Westportal im Hauptschiff. Es trägt die Inschrift:
„HERMAN MALLINCKRODT UND GERTRUD EICHEN EHELEUTE HABEN DIESE TAUFE ZUR EHRE GOTTES IN S. MARIAE KIRCHE GEGEBEN ANNO 1687“
Unter den Namen finden sich die Wappen der Stifter. Die große Weintraube auf dem Deckel und die kleinere unter dem Becken stehen für die Hoffnung auf das ewige Leben. Eine Distel unter der kleineren Traube symbolisiert die Schmerzen, die der Mensch im Leben zu erwarten hat.

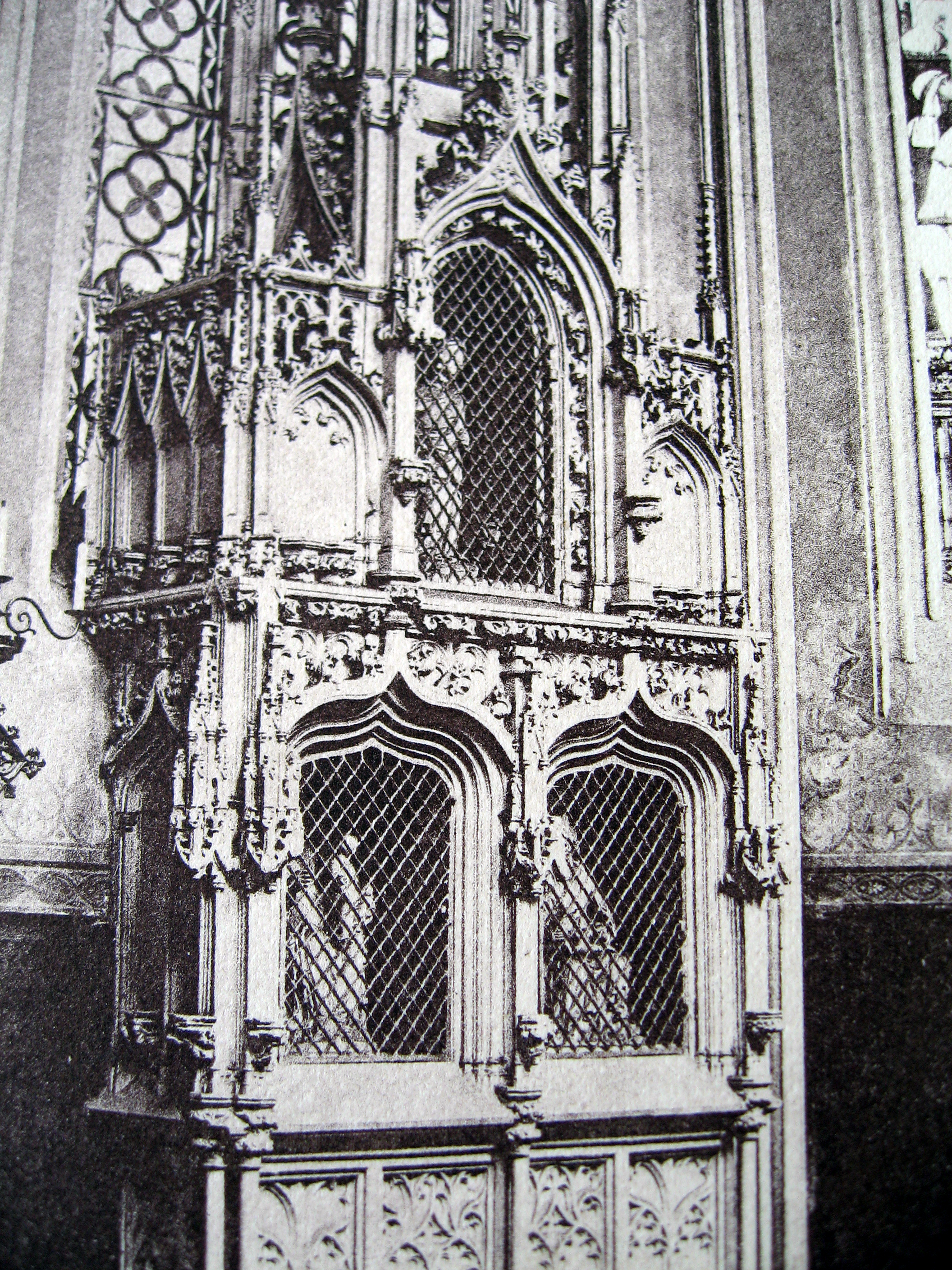
Sakramentshaus 1894 mit Heiligenfiguren

Ein Kunstschatz jüngeren Datums ist das Wandrelief Christuskopf mit Dornenkrone aus dem Jahre 1905. Der Kopf wurde vom jüdischen Bildhauer Benno Elkan ursprünglich für das Grab der Familie Feuerbaum gestaltet.

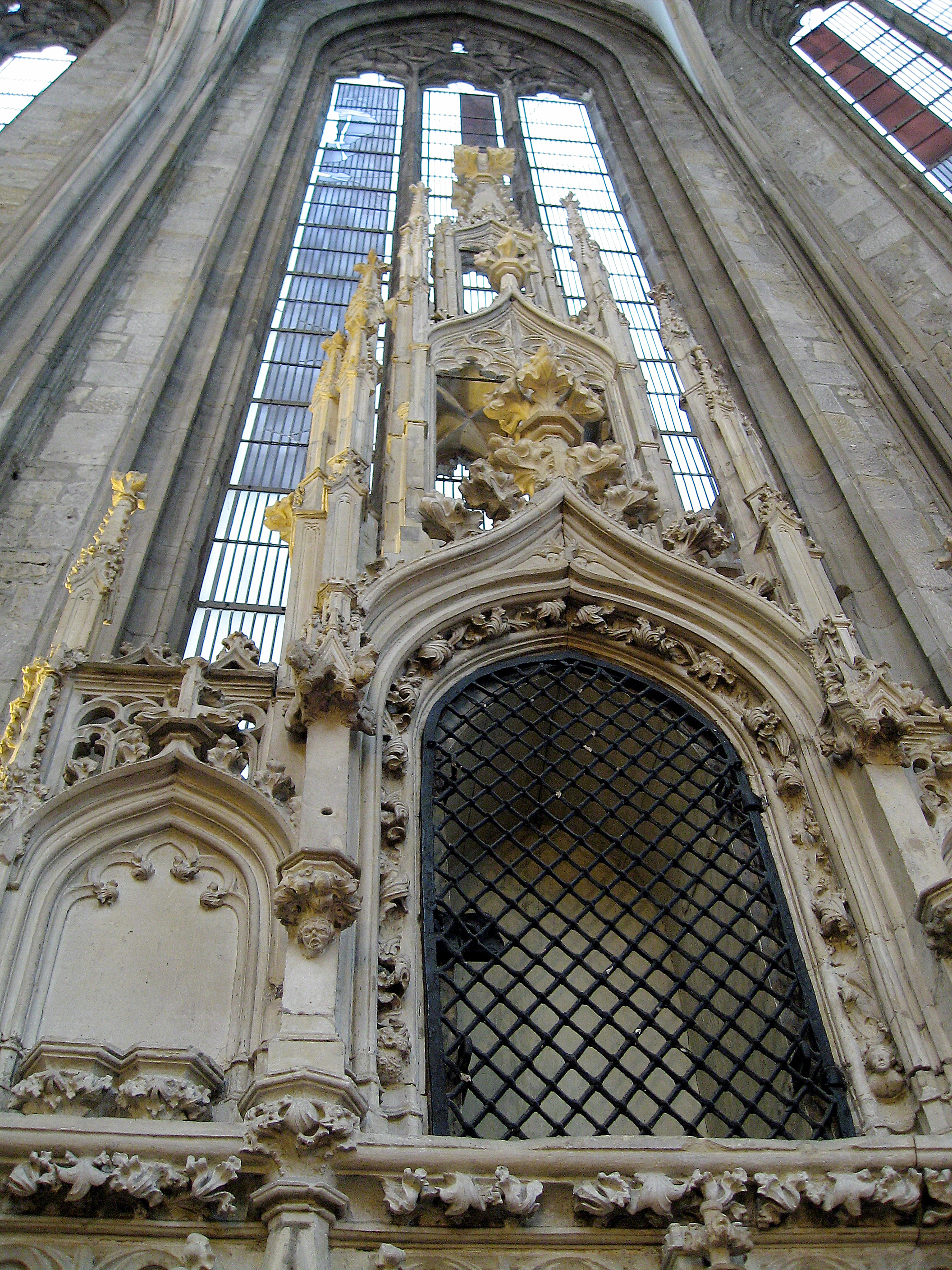
Sakramentshaus im südlichen Chor

Hinter dem Chorgestühl im nördlichen Chorraum findet sich ein Sakramentshaus aus Sandstein (um 1450) im Stil einer spätgotischen Kathedralenfassade, das vermutlich von der Bauhütte der benachbarten Reinoldikirche stammt. Das 7,50 Meter hohe Sakramentshaus im Stil der Parlernachfolge diente ursprünglich der Aufbewahrung von liturgischem Gerät, vielleicht auch von Reliquien. Es ersetzte eine ältere, in die Chorwand eingelassene Sakramentnische, die neben dem Sakramentshaus noch zu sehen ist. Wie das Foto von Ludorff zeigt, befanden sich im 19. Jahrhundert in den vergitterten Nischen Heiligenfiguren.
Rinke nimmt an, dass das Sakramentshaus ursprünglich farbig gefasst war. Beim Wiederaufbau der Kirche wurde die Verzierung leicht ergänzt und restauriert.
Ebenfalls im Chorraum auf der südlichen Seite findet sich eine Skulptur von Jesus. Christus ist hier als Weltenherrscher im Stil eines Kaiserbildes dargestellt, ausgestattet mit den Reichsinsignien weltlicher Macht, der Bügelkrone und dem Reichsapfel. Das Szepter in der rechten Hand ging zu einem unbekannten Zeitpunkt verloren. Den rechten Fuß stützt die Figur auf die Weltkugel.
Die Figur ist zum Teil nicht mehr im Originalzustand. Rinke vermutet eine früher farbige Fassung, die laut Dr. Fritz im 19. Jahrhundert durch den heutigen, braunen Ölanstrich ersetzt wurde.
Im Übergang zwischen Schiff und Chor, dem sogenannten Triumphbogen, hängt hoch im Kirchenraum ein Triumphkreuz aus dem 16. Jahrhundert. Das 3,84 Meter hohe und 2,81 Meter breite Kreuz zeigt über der Figur des sterbenden Christus eine geschwungene INRI-Inschrift und an den Balkenenden die Symbole der vier Evangelisten.
Die Kirche enthält eine Reihe alter Grabplatten, die in die Wände eingelassen sind. Bis 1809 wurden die Toten der Gemeinde auf dem Kirchhof, Pastoren und Patrizier im Kircheninneren bestattet. Danach wurde dies verboten und die Stadt richtete außerhalb der Stadtmauern den Westentotenhof ein, den heutigen Westpark. Auch dort sind heute noch alte Grabplatten zu besichtigen.

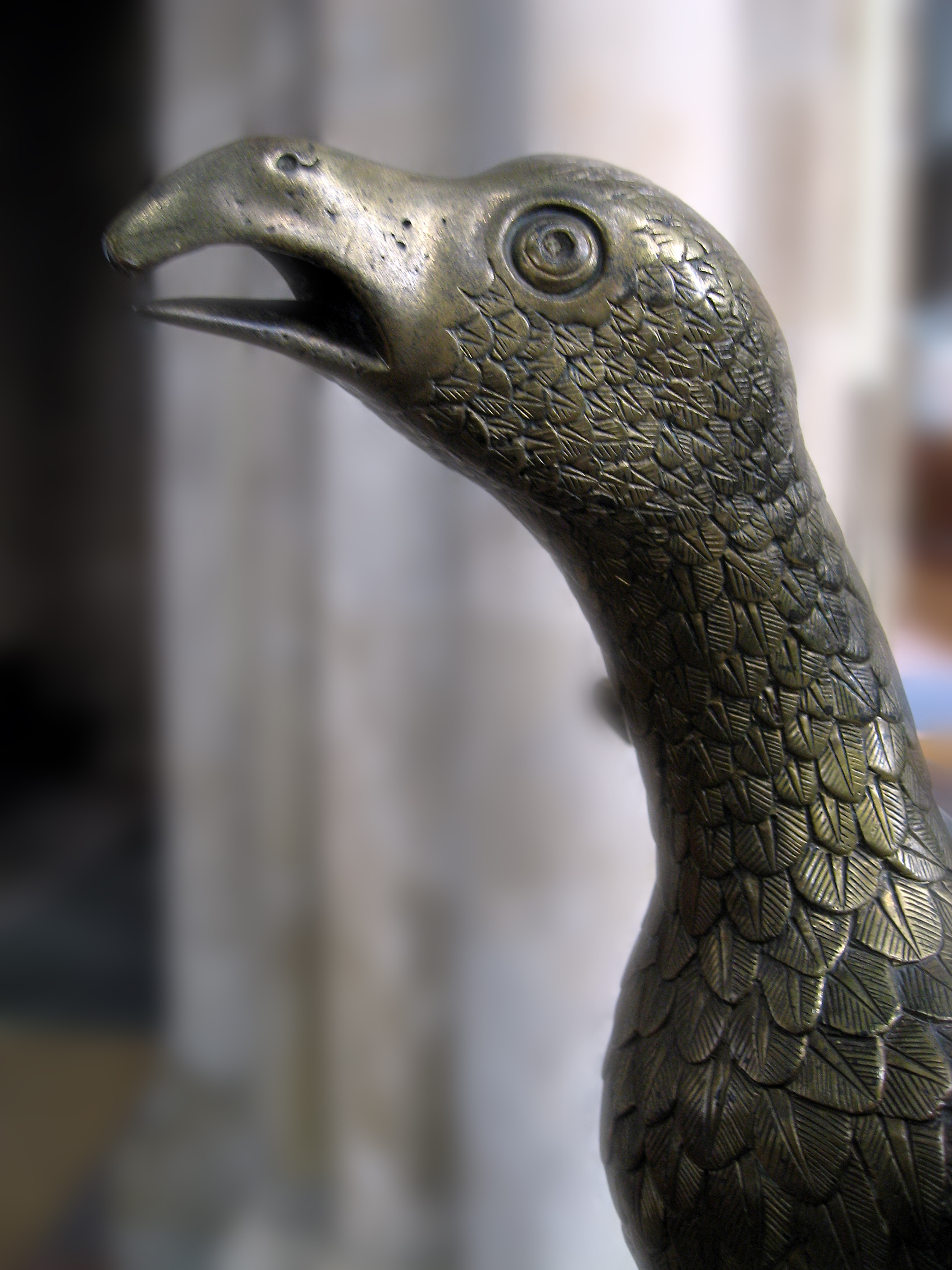
Das Adlerpult
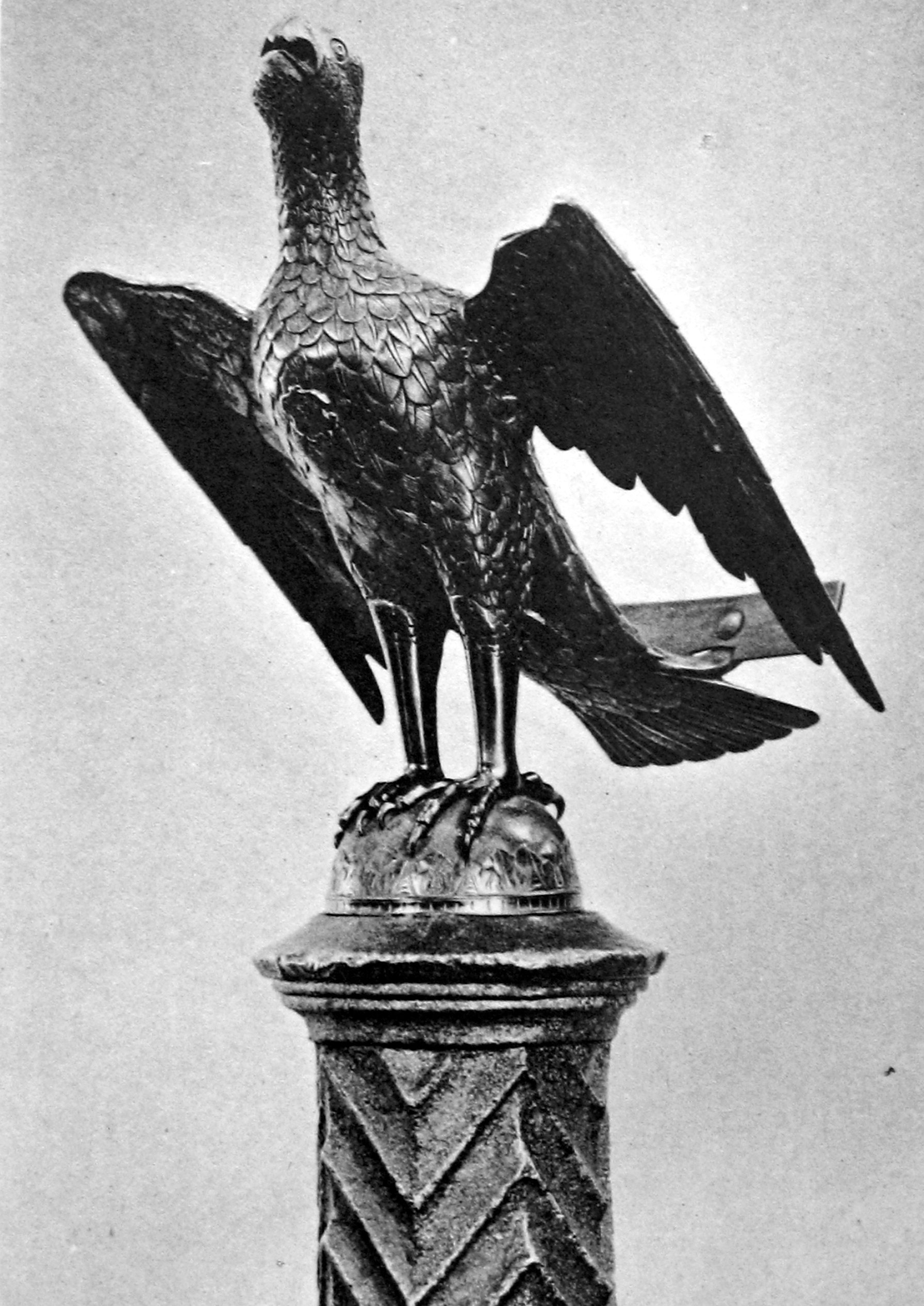
Das Adlerpult 1894
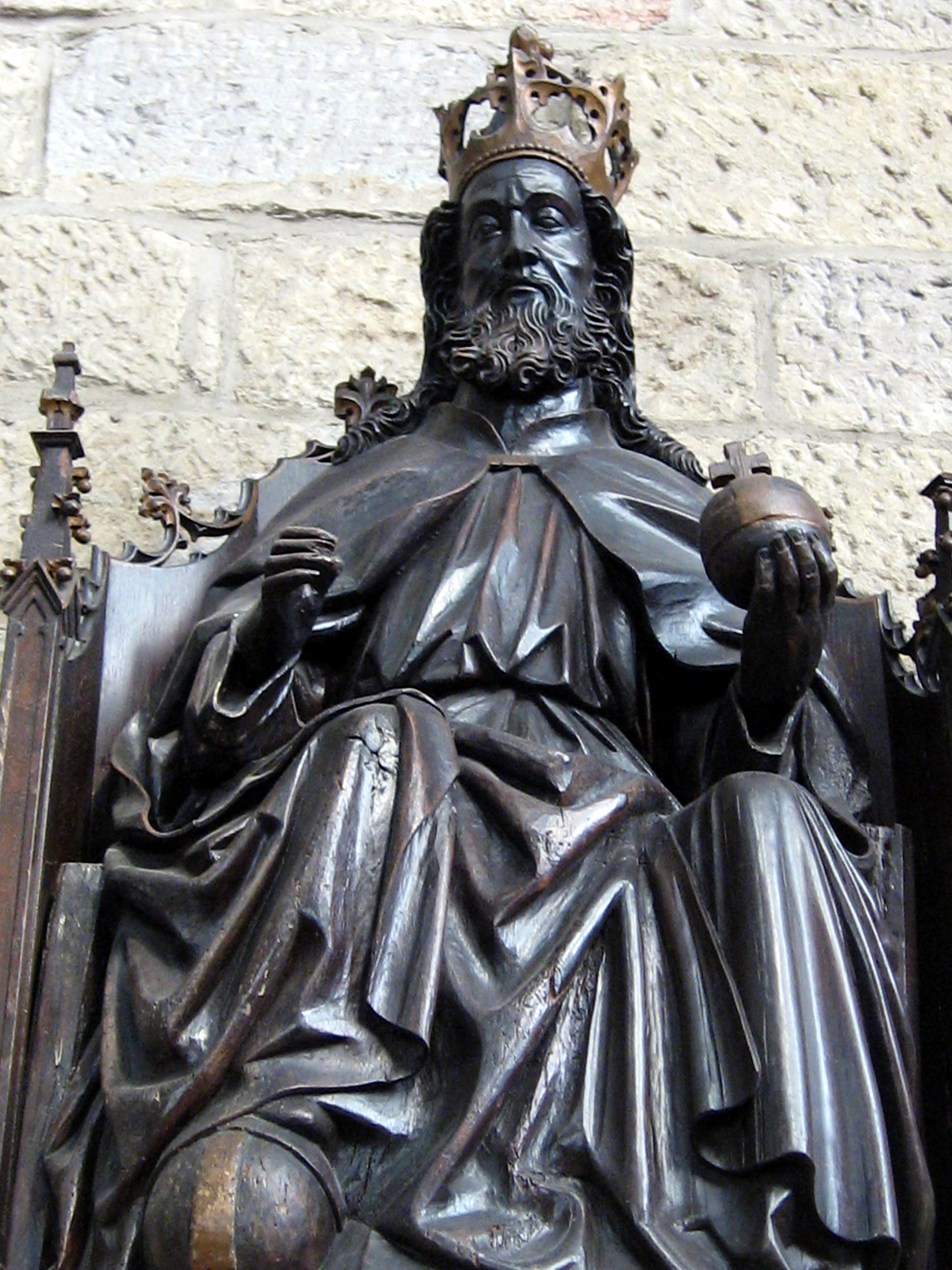
Christus als Weltherrscher
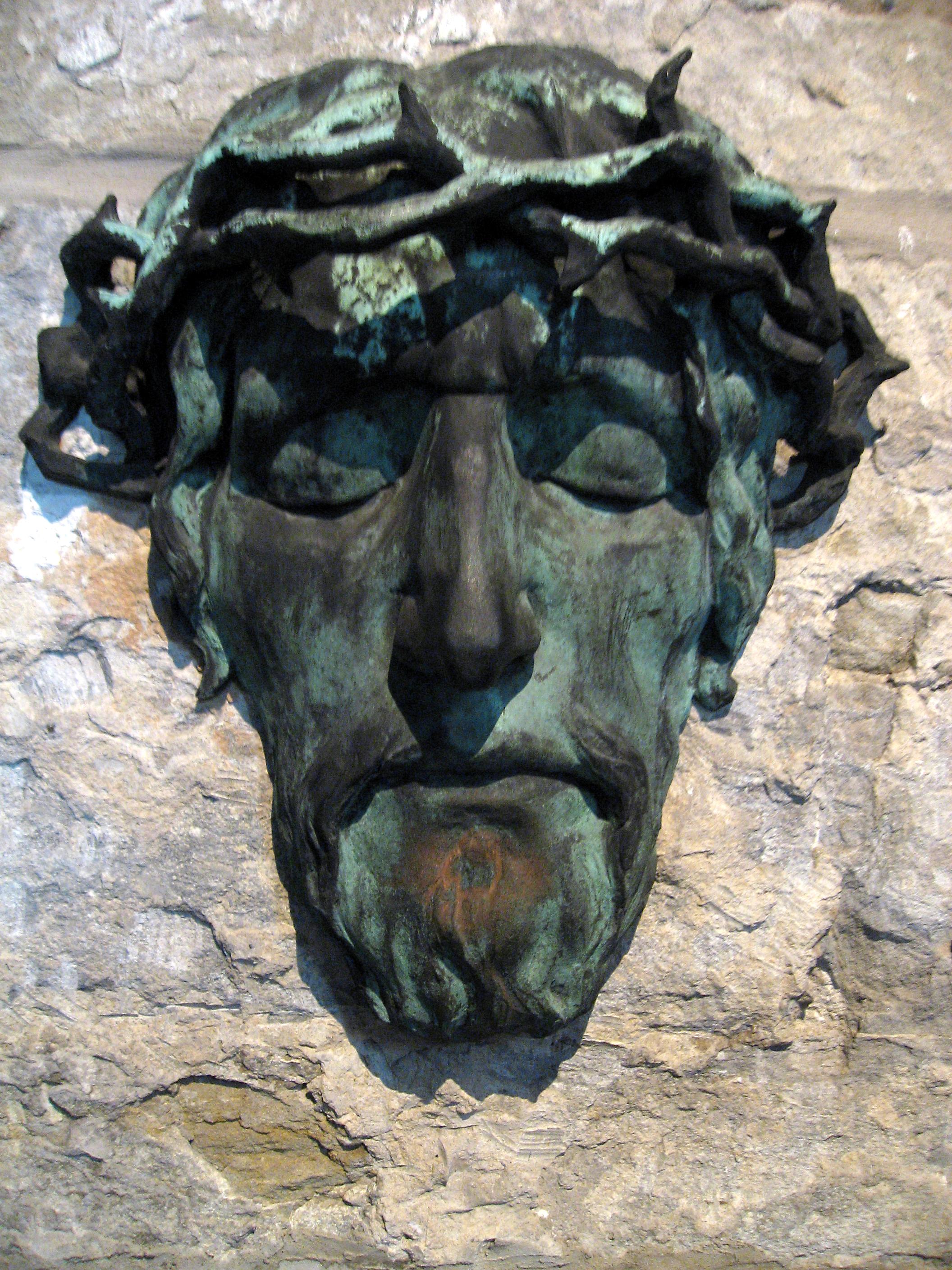
Christuskopf mit Dornenkrone im nördlichen Seitenschiff
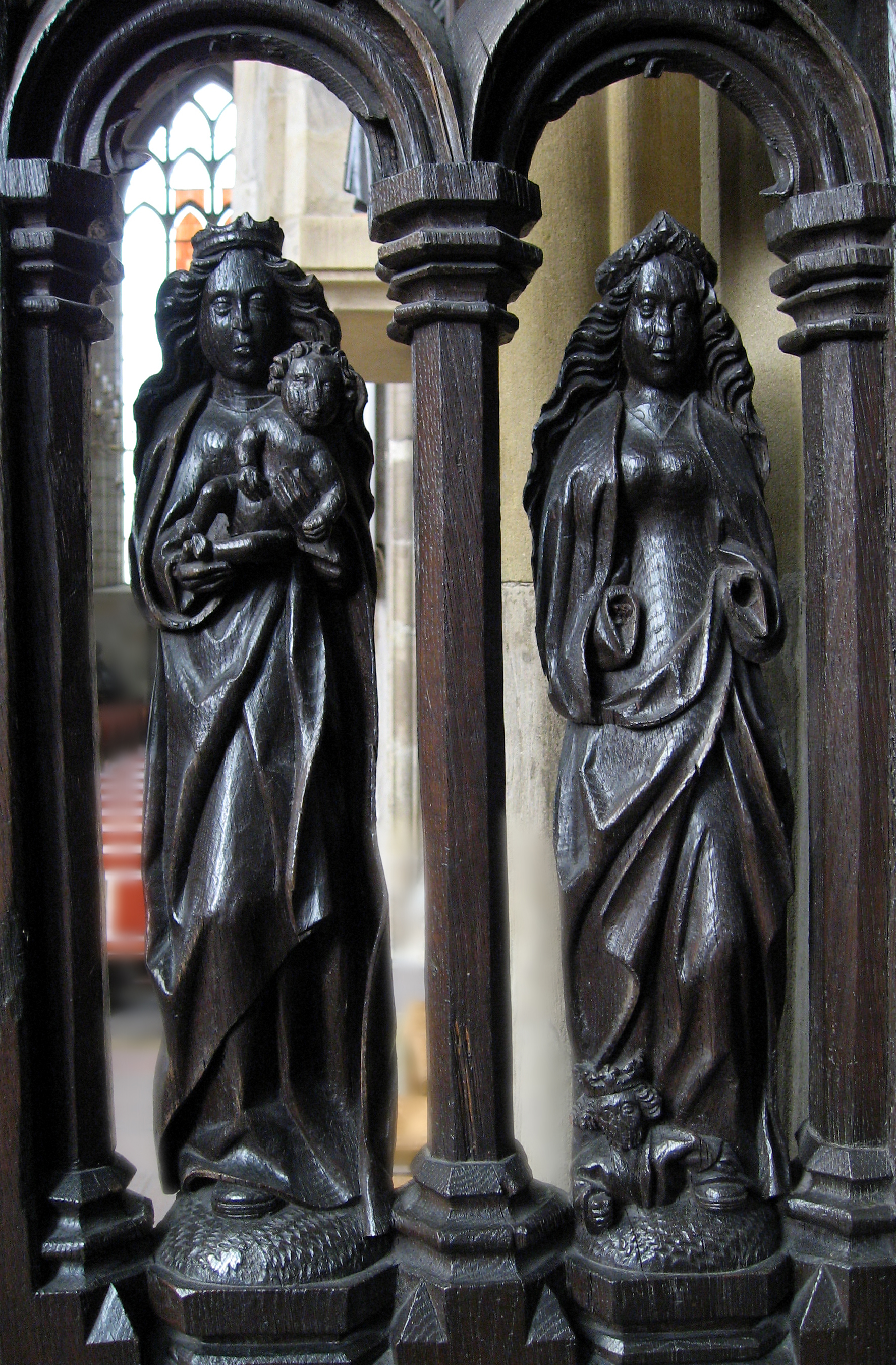
Nordwestliche Fensterwange des Chorgestühls
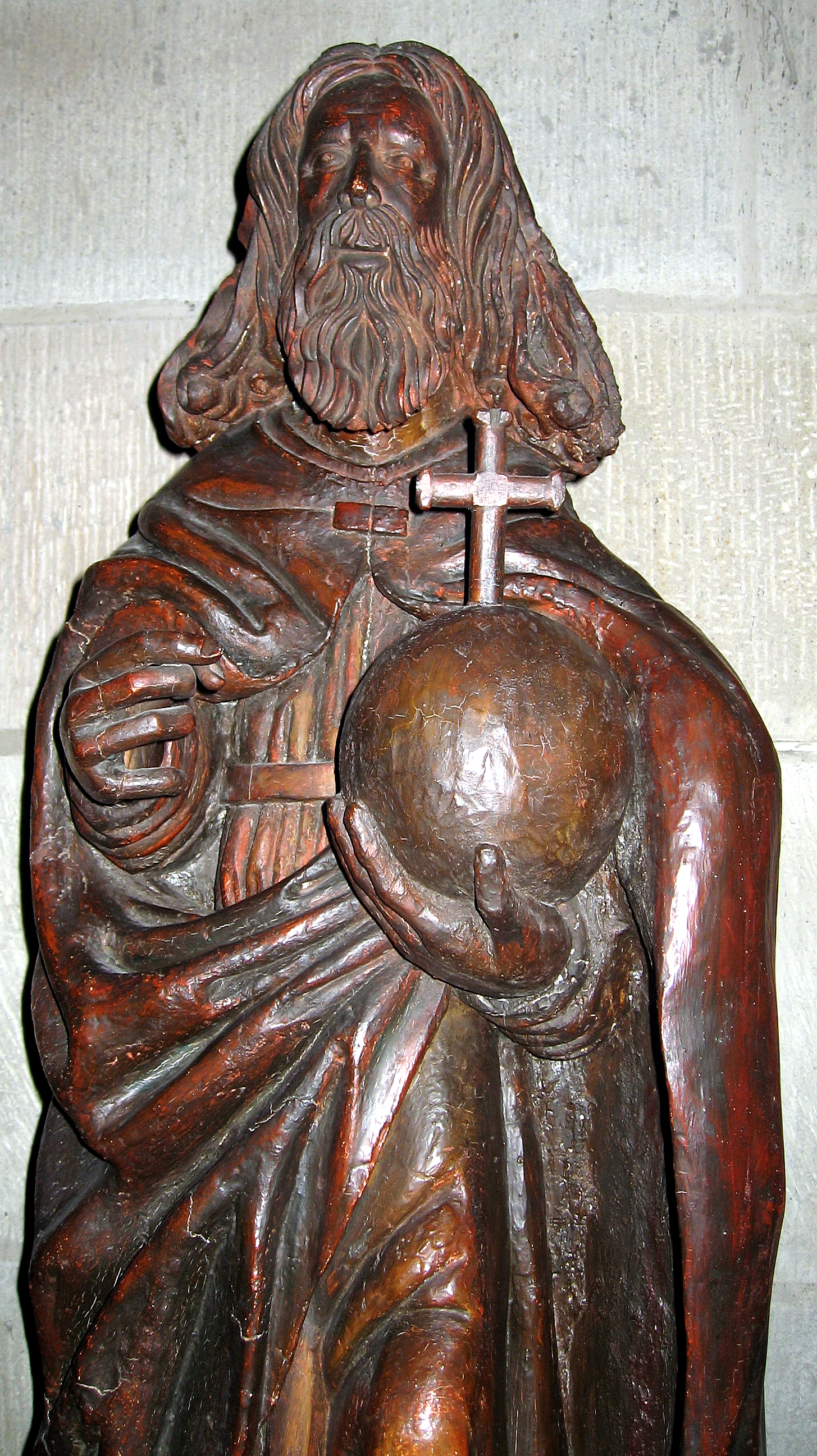
Holzfigur von der im 2. Weltkrieg zerstörten Kanzel
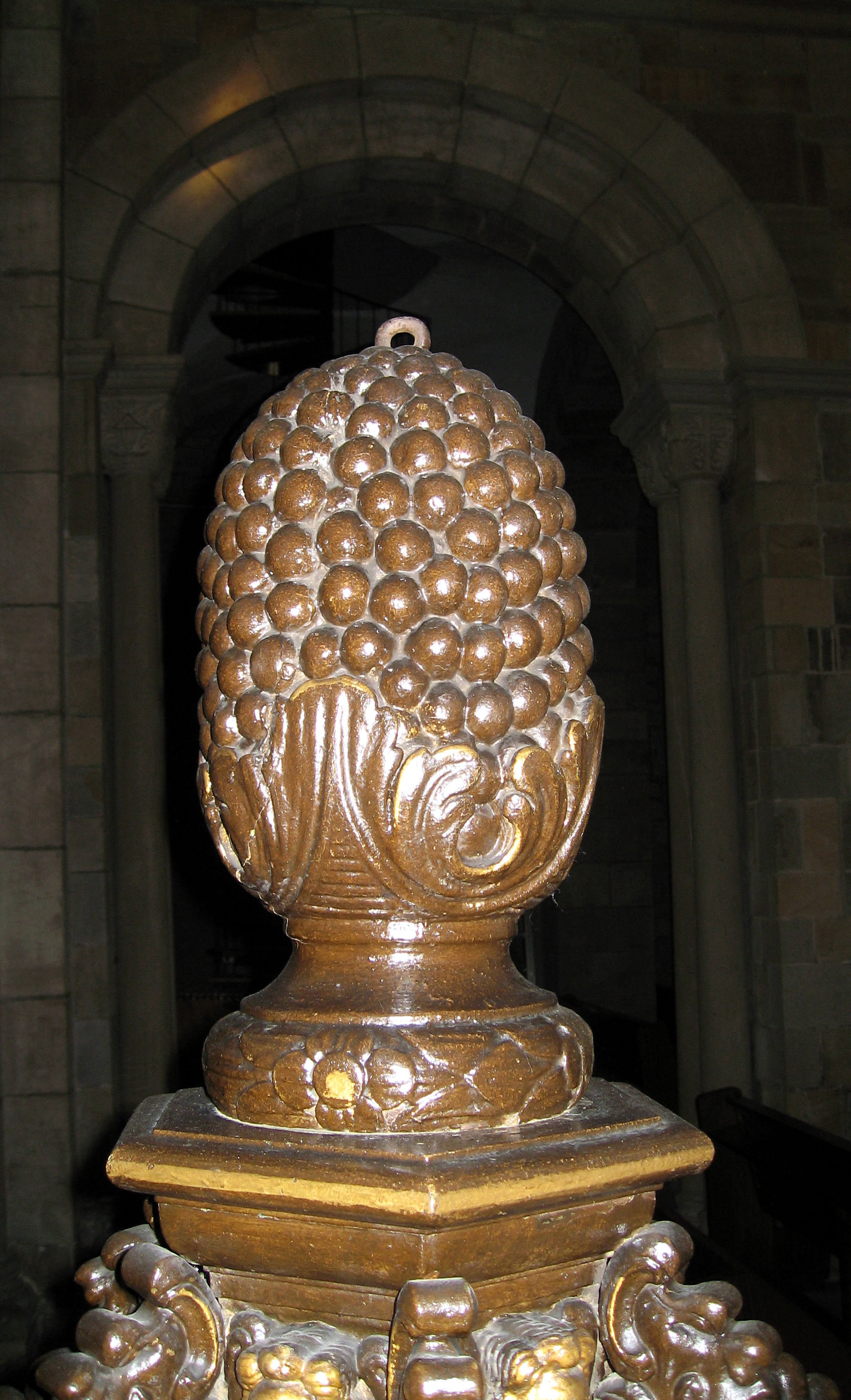
Detail des barocken Taufbeckens
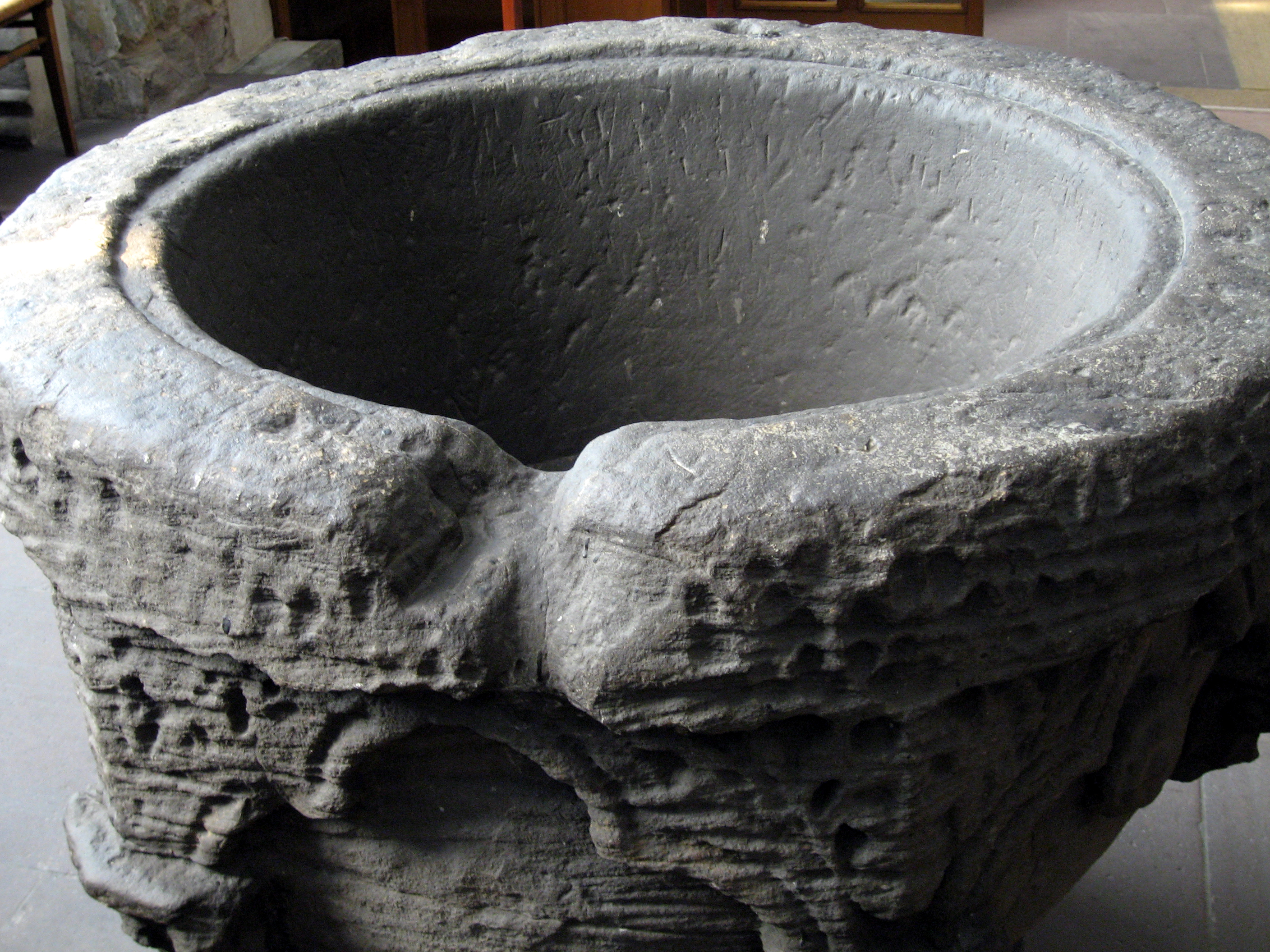
Der spätromanische Taufstein
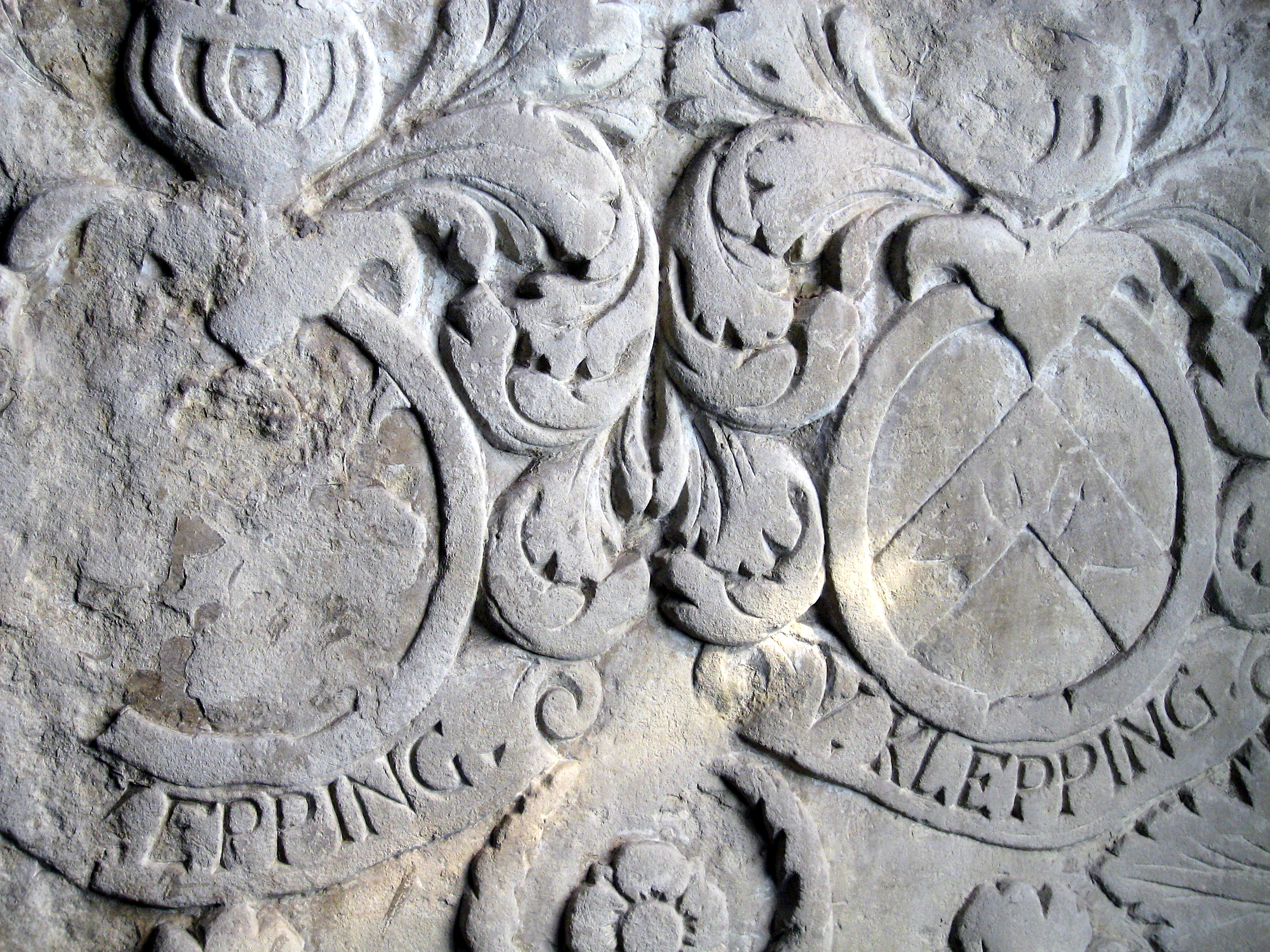
Grabplatte in der Berswordt-Kapelle
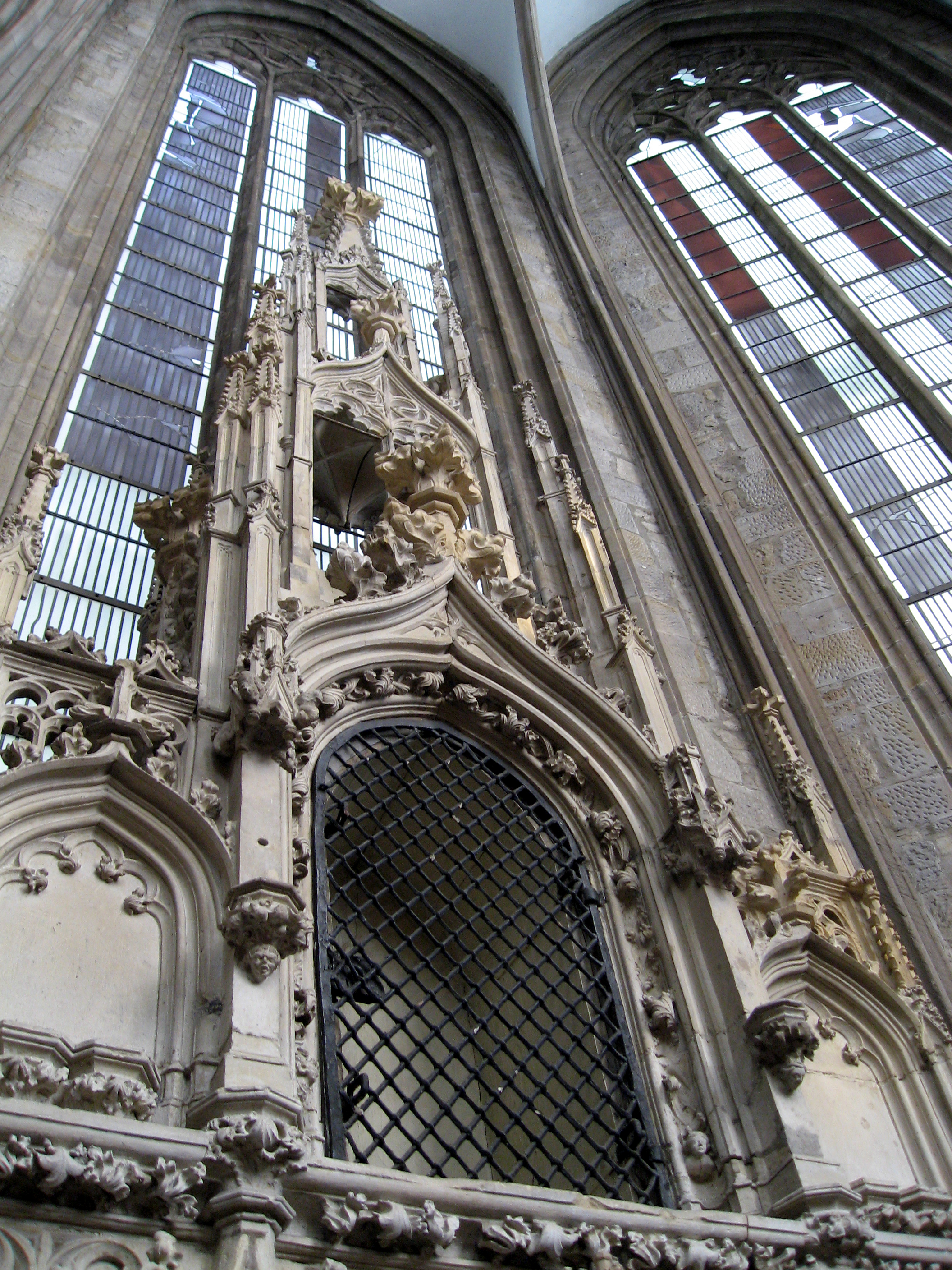
Das hochgotische Sakramentshaus
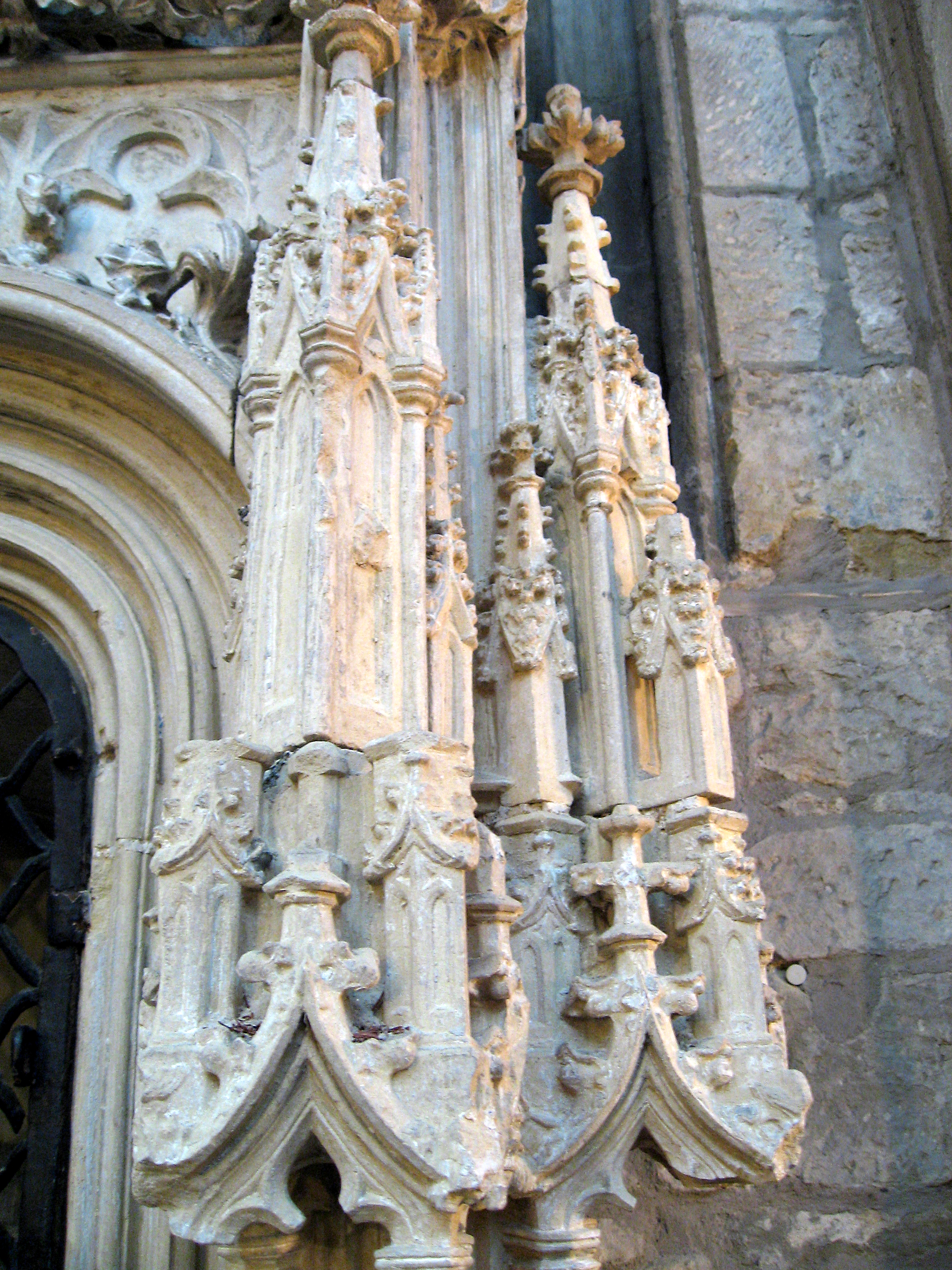
Detailansicht des Sakramentshaus
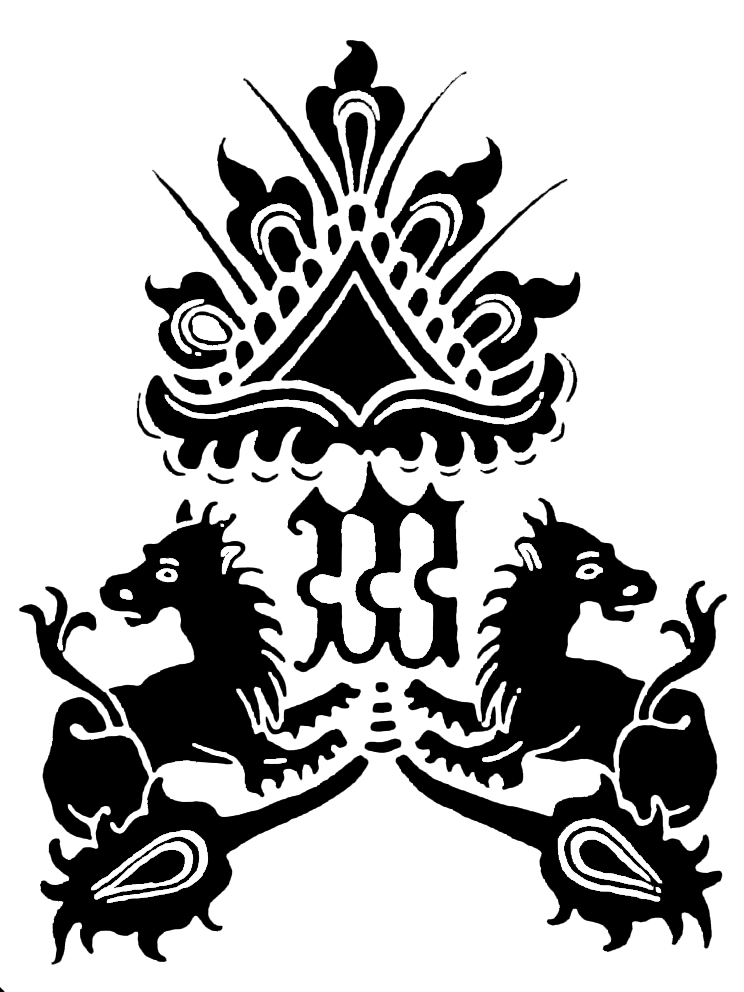
Marienaltar Conrad von Soest, Detail

## Orgel

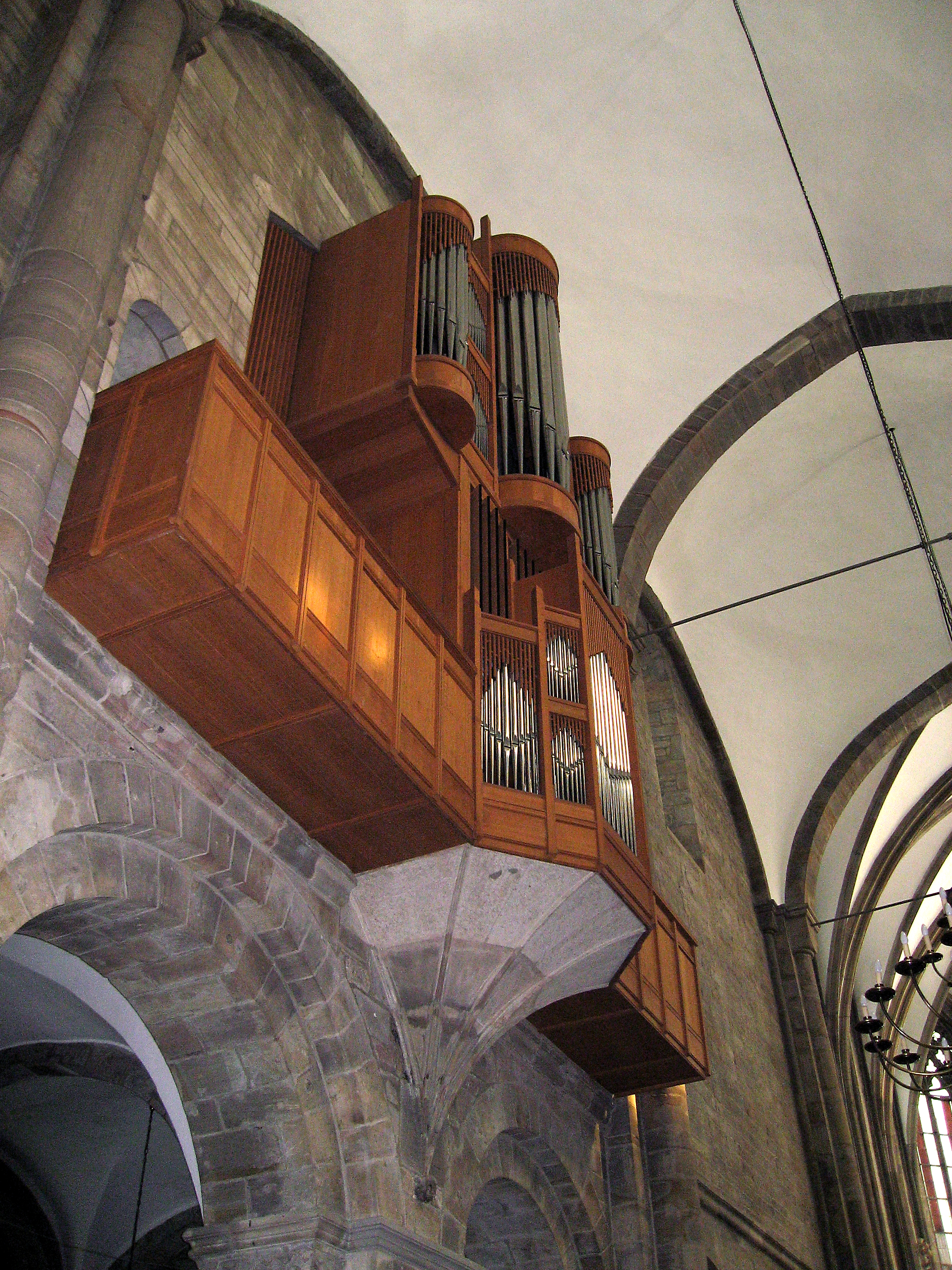
Schwalbennest-Orgel an der nördlichen Mittelschiffswand

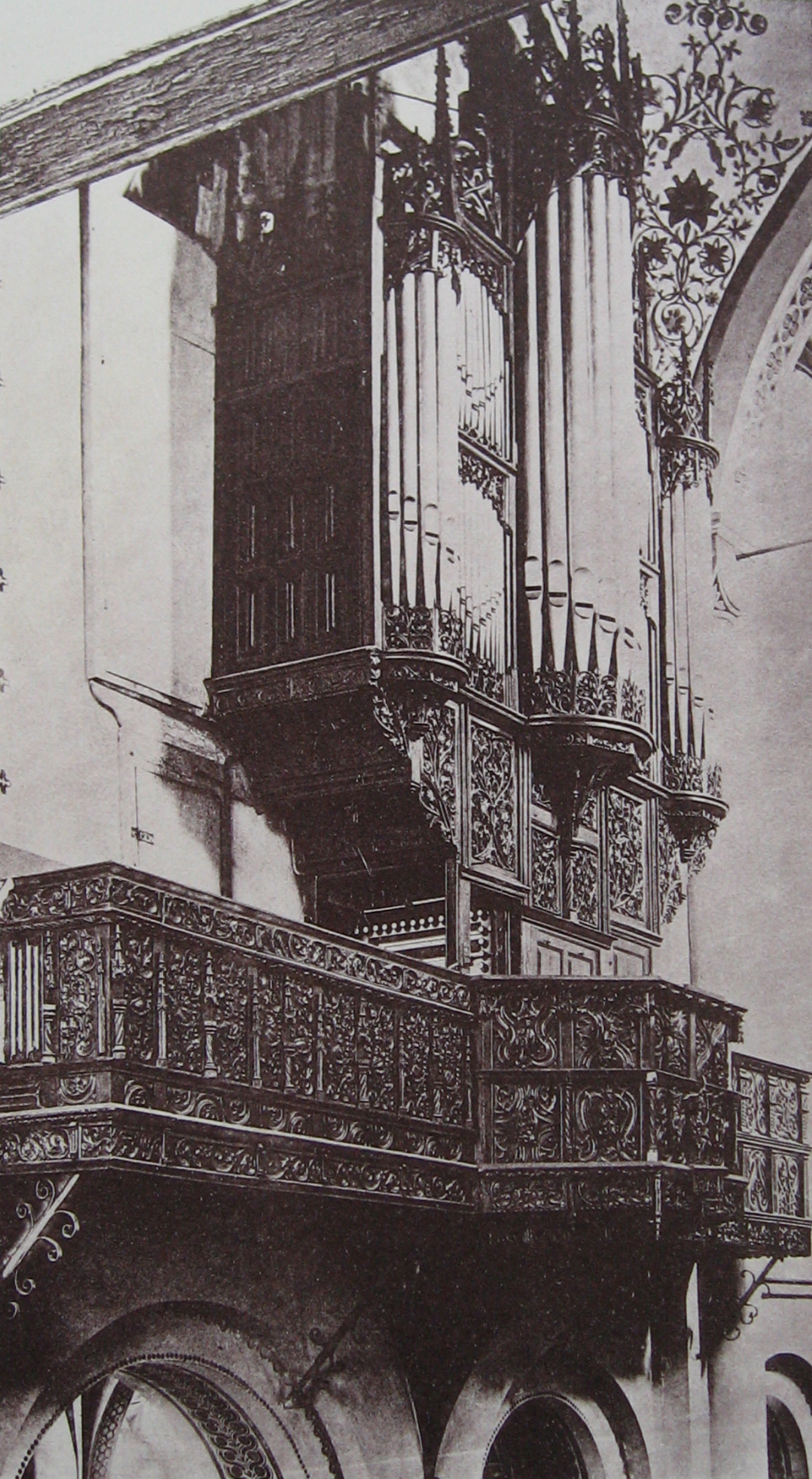
Die Orgel aus dem Jahre 1520

Das Gehäuse der spätmittelalterlichen Orgel, die im Jahr 1520 wahrscheinlich Johann von Schwerte errichtet hatte, wurde bei einem Bombenangriff im Zweiten Weltkrieg zerstört.
Die heutige Orgel der Marienkirche verfügt über 34 Register auf drei Manualen und Pedal. Sie stammt aus dem Jahre 1967 und wurde von der Firma Gustav Steinmann Orgelbau aus Vlotho gefertigt. Sie ist nach den Prinzipien der Orgelbewegung in gemäßigt neobarocker Weise disponiert und besitzt einen frischen, kernigen Klang, in dem die Einzelstimmen deutlich wahrnehmbar sind.
2007 ist die Orgel grundlegend neu intoniert und mit einer Setzeranlage ausgestattet worden.
Im Jahr 2018 wurde das Instrument wiederum technisch erweitert und in einigen Registern verändert. Damit sind die Möglichkeiten der Orgel noch breiter aufgestellt und ermöglichen die adäquatere Darstellung auch romantischer Orgelliteratur.
Das Instrument steht wie die mittelalterliche Orgel als Schwalbennestorgel auf einer Empore vor der nördlichen Mittelschiffswand. Das Hauptgehäuse ist in abstrahierenden Formen dem spätgotischen nachgebildet. Hier sind das Hauptwerk, darunter das Brustwerk (als Schwellwerk) und, in der Emporenbrüstung, das sogenannte Rückpositiv angebracht. Das Pedalwerk steht, durch eine Lattenverkleidung verdeckt, hinter dem Hauptgehäuse oberhalb des nördlichen Seitenschiffsgewölbes. Die Orgel ist seitenspielig, das heißt, der Organist sitzt an der linken unteren Schmalseite des Hauptgehäuses.
| I Rückpositiv C–g3 |                 |       |
| 01.                | Spitzgedackt    | 08′   |
| 02.                | Prinzipal       | 04′   |
| 03.                | Koppelflöte     | 04′   |
| 04.                | Oktave          | 02′   |
| 05.                | Quinte          | 1 ⁄3′ |
| 06.                | Sesquialtera II | 2 ⁄3′ |
| 07.                | Scharff IV      |       |
| 08.                | Krummhorn       | 08′   |
|                    | Tremulant       |       |

| II Hauptwerk C–g3 |                 |     |
| 09.               | Bordun          | 16′ |
| 10.               | Prinzipal       | 08′ |
| 11.               | Harfpfeife      | 08′ |
| 12.               | Rohrflöte       | 08′ |
| 13.               | Oktave          | 04′ |
| 14.               | Gemshorn        | 04′ |
| 15.               | Waldflöte       | 02′ |
| 16.               | Rauschpfeife II |     |
| 17.               | Mixtur IV-VI    |     |
| 18.               | Trompete        | 08′ |

| III Brustwerk C–g3 |            |       |
| 19.                | Gedackt    | 08′   |
| 20.                | Rohrflöte  | 04′   |
| 21.                | Nasard     | 2 ⁄3′ |
| 22.                | Prinzipal  | 02′   |
| 23.                | Sifflöte   | 01′   |
| 24.                | Zymbel III |       |
| 25.                | Regal      | 08′   |
|                    | Tremulant  |       |

| Pedal C–f1 |              |      |
| 26.        | Prinzipalbaß | 16′  |
| 27.        | Subbaß       | 16′  |
| 28.        | Oktav        | 08′  |
| 29.        | Gedackt      | 08′  |
| 30.        | Choralbass   | 04′  |
| 31.        | Mixtur IV    |      |
| 32.        | Posaune      | 016′ |
| 33.        | Trompete     | 08′  |
| 34.        | Trompete     | 04′  |

- Koppeln: III/I, I/II, III/II, Sup I/I, Sub I/I, Sup II/II, Sub II/II, Sub I/II, I/P, II/P, III/P
- Spielhilfen: Setzeranlage mit 4000 Kombinationen, Man. III schwellbar

## Glocken
Die ersten Glocken der Marienkirche wurden 1442 vom Meister Johann Windenbroech gegossen.
St. Marien hatte trotz der Dominanz der Reinoldikirche ein besonderes Glockenrecht. Hoch in einem der Türme hing eine kleinere Glocke, die sogenannte Gerichtsglocke. Ihr Läuten gab das Zeichen für die Sitzungen im Richthaus oder Tribunal, das an der Ecke Ostenhellweg zur Brückstraße der Marienkirche gegenüberlag. Außer ihr befanden sich noch weitere vier Glocken in den beiden Marientürmen. Eine von ihnen hieß Ratsglocke, weil sie die Ratsherren zu ihren Versammlungen im Rathaus zusammenrief. 1857 schmolz man die alten Glocken ein.
Anschließend wurden wiederum beim Glockengießer Petit & Gebr. Edelbrock in Gescher 1859 drei Glocken beschafft, die bis zum Ersten Weltkrieg läuteten („Maria“, „Magdalena“, „Salome“). Heute hängt im Turm nur noch die kleinste Glocke Salome, gestimmt auf den Ton a'. 1906 beschloss der Rat, neben dem Glockenturm den zweiten Turm wieder aufzubauen. Dieser Plan wurde aber ebenso wenig umgesetzt wie neuere Pläne aus den 1980er Jahren.